# Boeing KC-135
Die Boeing KC-135 Stratotanker ist ein in den 1950er-Jahren für die United States Air Force (USAF) entwickeltes vierstrahliges Tankflugzeug. Sie ersetzte die Boeing KC-97. Neben der Luftbetankung dient sie auch zum Transport von Fracht und Truppen. Sie ist ein Untertyp der variantenreichen C-135-Familie, die wie die Boeing 707 auf der Boeing 367-80 basiert. 1954 zunächst als Zwischenlösung gedacht, bestellten die US-Luftstreitkräfte insgesamt 732 Einheiten der Bauart KC-135A. Seither wurde das Modell vielfach umgerüstet und mit moderneren Turbofantriebwerken ausgestattet. Im Oktober 2014 waren weltweit noch rund 422 Maschinen im Einsatz, die mit 397 Stück überwiegende Anzahl bei der USAF und rund zwei Dutzend in Frankreich, der Türkei und in Singapur. Bei allen militärischen Konflikten der USA seit den späten 1960er-Jahren spielte dieses Modell eine entscheidende Rolle bei der Unterstützung der Kampfflugzeuge, Bomber und Aufklärer, deren Einsatzradius sich durch die Luftbetankung erheblich vergrößerte. In der USAF sind Maschinen dieses Typs mit einem Durchschnittsalter von über 50 Jahren – neben der Boeing B-52 – die ältesten noch aktiven Flugzeuge.

## Entwicklungsgeschichte

### Ursprung
Das nach dem Zweiten Weltkrieg im März 1946 gegründete Strategic Air Command (SAC) hatte die Aufgabe, im Ernstfall Ziele mit Langstreckenbombern anzugreifen. Dafür verfügte es über Bomber des Typs B-29 und ab 1948 auch B-50, die aber keine interkontinentale Reichweite hatten. Dadurch blieben Stützpunkte fernab der Heimat zum Auftanken unabdingbar.
Die US-Streitkräfte wollten diese Abhängigkeit durch die Einführung neuer Langstreckenbomber und durch die Weiterentwicklung der bis dahin eher experimentell betriebenen Luftbetankung reduzieren. Die ersten Tankflugzeuge des SAC waren umgebaute B-29 und B-50, ab 1951 kamen KC-97 hinzu. Die Betankung erfolgte zunächst durch Schwerkraft über einen Schlauch vom höher fliegenden Tanker zum tiefer dahinter fliegenden Empfängerflugzeug.
Ab 1948 experimentierte Boeing erstmals mit einem starren, steuerbaren Teleskopausleger, dem heute noch gebräuchlichen Flying Boom. Mit ihm und mittels Druckbetankung konnten Transferraten von rund 2300 Litern pro Minute erreicht werden, statt rund 950 l/min beim Schlauchsystem.
Nach der Indienststellung des strahlgetriebenen Bombers B-47 bei der US Air Force Ende 1951 erfolgte seine Luftbetankung nur auf sehr unbefriedigende Weise durch die propellergetriebenen Tankflugzeuge. Wegen der stark unterschiedlichen Flugleistungen konnte das dafür nötige Rendezvous nur bei relativ niedriger Höhe und Geschwindigkeit und im Sinkflug stattfinden. Der durch den anschließenden Steigflug auf die Einsatzhöhe verursachte zusätzliche Treibstoffverbrauch von bis zu 50 Prozent des gerade erst aufgenommenen Treibstoffs verringerte die Effizienz weiterhin. Die bevorstehende Einführung des B-52-Bombers machte die Beschaffung von ebenfalls strahlgetriebenen Tankern unumgänglich.

### Boeings Universal-Prototyp
Boeing hatte schon Mitte der 1940er-Jahre mit Studien für Passagier- und Transportflugzeuge mit dem neuartigen Düsenantrieb begonnen. Die Fluggesellschaften befürchteten jedoch zu hohe Betriebskosten, und auch den Vorschlag einer überarbeiteten C-97 (Modell 367) als Tanker mit Strahlantrieb lehnte die Air Force im Herbst 1951 noch ab. Sie investierte vorrangig in neue strategische Bomber und wollte nicht auch noch die Entwicklung eines Tankflugzeuges finanzieren.
Also entschloss sich Boeing im Frühjahr 1952, ein Demonstrationsflugzeug auf eigene Kosten und eigenes Risiko zu bauen. Am 22. April 1952 bewilligte der Boeing-Vorstand 15 Millionen US-Dollar für die Entwicklung und Produktion der Boeing 367-80, später aufgestockt um eine weitere Million.
Der Rollout fand am 14. Mai 1954 in Renton, Washington statt, zwei Monate früher als geplant. Den Erstflug absolvierte die auch Dash 80 genannte Maschine am 15. Juli 1954.

### Entscheidungen der USAF
Im November 1953 empfahl das Strategic Air Command erstmals konkret die Anschaffung von 200 Tankern für das Haushaltsjahr 1954. Mittlerweile lagen der USAF verschiedene Entwurfsvorschläge vor, neben Boeings 367-80 auch der Entwurf für einen Tanker von Douglas mit J67-Strahltriebwerken, aus der die Douglas DC-8 und die Douglas XC-132 entwickelt wurden. Am 5. Mai 1954 lud die Air Force Boeing, Consolidated Vultee Aircraft Corporation, Douglas, Fairchild, Lockheed und Martin zur offiziellen Tankerausschreibung ein, wobei Martin allerdings absagte. Die vier verbliebenen Wettbewerber Boeings rechneten sich aber bestenfalls theoretische Chancen aus, bei der für den 27. August 1954 geplanten Entscheidung berücksichtigt zu werden, denn während die Dash 80 bereits auf ihrem siebten Flug am 22. Juli 1954 Lufttankmanöver mit einer B-52 probte, existierten die Konkurrenzvorschläge bis dahin nur auf dem Reißbrett. Darüber hinaus hatte Boeing einflussreiche Fürsprecher, allen voran der damalige SAC-Kommandeur, General Curtis E. LeMay, der keine weitere Verzögerung bei der Tankerbeschaffung duldete.
Am 3. August 1954 entschied die US Air Force, als „Zwischenlösung“ 29 Tanker auf Basis des Boeing-Entwurfs für 150 Millionen US-Dollar zu kaufen, bis der endgültige Wettbewerbssieger einsatzbereit sein würde. Rund zwei Wochen später – und immer noch vor dem Ende der Ausschreibung – erhöhte sie die Bestellung um weitere 88 Exemplare für 240 Millionen US-Dollar. Das neue Tank- und Transportflugzeug erhielt die militärische Bezeichnung KC-135A Stratotanker. Boeing benutzte hierfür die Modellnummer 717. Gegenüber der Dash 80 vergrößerte sich der Rumpfdurchmesser um rund 30 Zentimeter. Am 13. Juli 1955 erhielt Boeing die Freigabe durch die USAF, neben der Tankerversion auch ein Zivilflugzeug zu produzieren. Boeing vermarktete diese zivile Variante der 367-80 fortan als Boeing 707 und erhielt am 13. Oktober 1955 die erste Bestellung von Pan American World Airways. Sie erhielt gegenüber der C-135-Linie einen nochmals 10 cm größeren Rumpfdurchmesser. Die Air Force befürchtete, dass Boeing der KC-135 nicht die nötige Aufmerksamkeit widmete. Sie verlangte daher die Zusage, dass das B707-Projekt die Produktion der Stratotanker keinesfalls verzögern würde.
Erst im Februar 1955 gab die Air Force Lockheed als Gewinner des Tankerwettbewerbs bekannt. Doch während Lockheed nur einen Prototyp (auf Basis seiner L-193) bauen durfte, wurde Boeings Auftrag ein weiteres Mal um 169 KC-135A aufgestockt. Spätestens jetzt war klar, dass auch der Sieger der Ausschreibung zu den Verlierern zählte, denn die USAF hatte auch in den Folgejahren – allein schon aus Kostengründen – nie die Absicht, zwei ähnliche Tankflugzeugtypen gleichzeitig zu betreiben.
Der paradoxe Ausgang dieses Wettbewerbs löste Kritik und Protest aus und gipfelte in einer Untersuchung durch den US-Kongress, die im Februar 1956 zu dem Ergebnis kam, dass die Air Force Boeing beim Bau der 367-80 in unzulässiger Weise unterstützt habe, unter anderem durch die Überlassung von Werkshallen und die Lieferung militärischer J57-Triebwerke zur kommerziellen Verwendung. Am Tankergeschäft änderten diese Erkenntnisse nichts, da die KC-135 als einziger Entwurf kurzfristig verfügbar war.

### Produktionsvertrag
| Typ     | Modellnr. | Blocknr.                                                   | USAF-Seriennummer | Anzahl                         | Anzahl |
| ------- | --------- | ---------------------------------------------------------- | --- | ------------------------------ | ------ |
| KC-135A | 717-100A  | 1–4                                                        | 55-3118 bis -3146 | 29                             | 732    |
| KC-135A | 717-146   | 5–7                                                        | 56-3591 bis -3658 | 68                             | 732    |
| KC-135A | 717-148   | 8–10/1 10/2 11–14 15–17 18 19–21 22–24/1 24/2–26/1 26/2 27 | 57-1418 bis -1514 57-2589 bis -2609 58-0001 bis -0130 59-1443 bis -1523 60-0313 bis -0368 61-0261 bis -0325 62-3497 bis -3580 63-7976 bis -8045 63-8871 bis -8888 64-14828 bis -14840 | 97 21 130 81 56 65 84 70 18 13 | 732    |
| KC-135B | 717-166   | 1                                                          | 62-3581 bis -3585 63-8046 bis -8057 | 5 12                           | 17     |
| C-135F  | 717-165   | 1 2                                                        | 63-8470 bis -8475 (F-UKCA bis -UKCF) 63-12735 bis -12740 (F-UKCG bis -UKCL) | 6                              | 12     |

Die USAF und Boeing begannen am 13. Dezember 1954 mit Vertragsverhandlungen, die am 30. September 1955 in einen ersten Produktionsvertrag für die KC-135A mündeten: Boeing verpflichtete sich, 29 Maschinen für je 6,82 Millionen US-Dollar zu bauen. Dazu kamen unter anderem 15,66 Millionen für die Erstausstattung an Ersatzteilen, 1,16 Millionen für Handbücher und technische Dokumentation und 1 Million für einen zusätzlichen Rumpf für statische Tests. Der Ausstoß sollte 13 Flugzeuge pro Monat in Renton betragen, die Abnahmeflüge sollten auf der Larson Air Force Base stattfinden. Der tatsächliche Preis betrug im Oktober 1958 schließlich 7,48 Millionen Dollar pro Flugzeug.
Am 5. Juni 1956 folgte der zweite Vertrag über 68 Tanker, 20 weniger als im August 1954 geplant. Weitere acht Verträge bis 1964 summierten die Bestellungen alleine für das A-Modell auf 810 Maschinen, von denen letztlich 732 gebaut wurden.

### Rollout und Erstflug
Beim feierlichen Rollout wurde die erste Serienmaschine einer KC-135A am 18. Juli 1956 in Boeings Werk Renton der Öffentlichkeit vorgestellt. Die Ehefrau von Rentons Bürgermeister Joseph R. Baxter taufte den neuen Tanker (USAF-Seriennummer 55-3118) mit einer Flasche Wasser aus dem nahen Cedar River auf den Namen City of Renton. Wenige Minuten vor der ersten KC-135 hatte auch die letzte von insgesamt 888 C-97 die Werkshalle verlassen. Die Dash 80 und eine B-52 überflogen anschließend zum Gruß die Veranstaltung.
Nach einigen Bodentests startete die KC-135A am 31. August 1956 zu ihrem Erstflug, der eine Stunde und 19 Minuten dauerte. Einen Prototyp mit der Bezeichnung XKC-135 oder YKC-135 gab es nicht, da Boeing die meisten Vorserientests mit der 367-80 durchführen konnte. Die US Air Force übernahm die 55-3118 am 24. Januar 1957 und flog sie für weitere Tests zur Edwards Air Force Base.

### Tests und Flugerprobung
Nachdem in den Jahren 1953 und 1954 mehrere Comet-Passagierjets wegen Materialermüdung abgestürzt waren, ordnete die USAF im Oktober 1955 an, den KC-135-Rumpf durch hydrostatische Tests besonders zu untersuchen. Boeing entnahm dafür den achten Rumpf (ohne Seriennummer) aus der laufenden Fertigung und versenkte ihn in einem 1,6 Millionen Liter Wasser fassenden Tank. Durch Erhöhen und Absenken des Innendrucks wurden verschiedene Flugphasen nachgestellt. 14 hydraulische Stempel simulierten äußere Einflusse wie Windböen und Steuerkräfte. Ein Testzyklus repräsentierte dabei sechs Flugstunden. Nach 12.155 Zyklen (entsprechend 72.930 Flugstunden) traten Ende 1957 erste Risse in der Außenhaut auf. Die Schwachstellen wurden bei bereits ausgelieferten Flugzeugen verstärkt und die Serienproduktion angepasst.
Die Flugerprobung der KC-135A in den Jahren 1957 und 1958 zeigte gegenüber den bisherigen KC-97-Tankern erheblich verbesserte Flugleistungen. So stieg die Flughöhe zur Luftbetankung von rund 5500 Meter (18.000 Fuß) nun auf die Einsatzhöhe der strategischen Bomber von rund 10.700 Meter (35.000 Fuß). Die maximale Einsatzhöhe lag bei 12.000 m, die Steigrate betrug 671 Meter pro Minute, das maximale Startgewicht 134,7 Tonnen. Die neue Stratotanker konnte mit 100.000 Litern fast doppelt so viel Treibstoff im Flug übergeben wie eine KC-97F (56.700 l), bei einer Transferrate von bis zu 3400 Litern pro Minute.

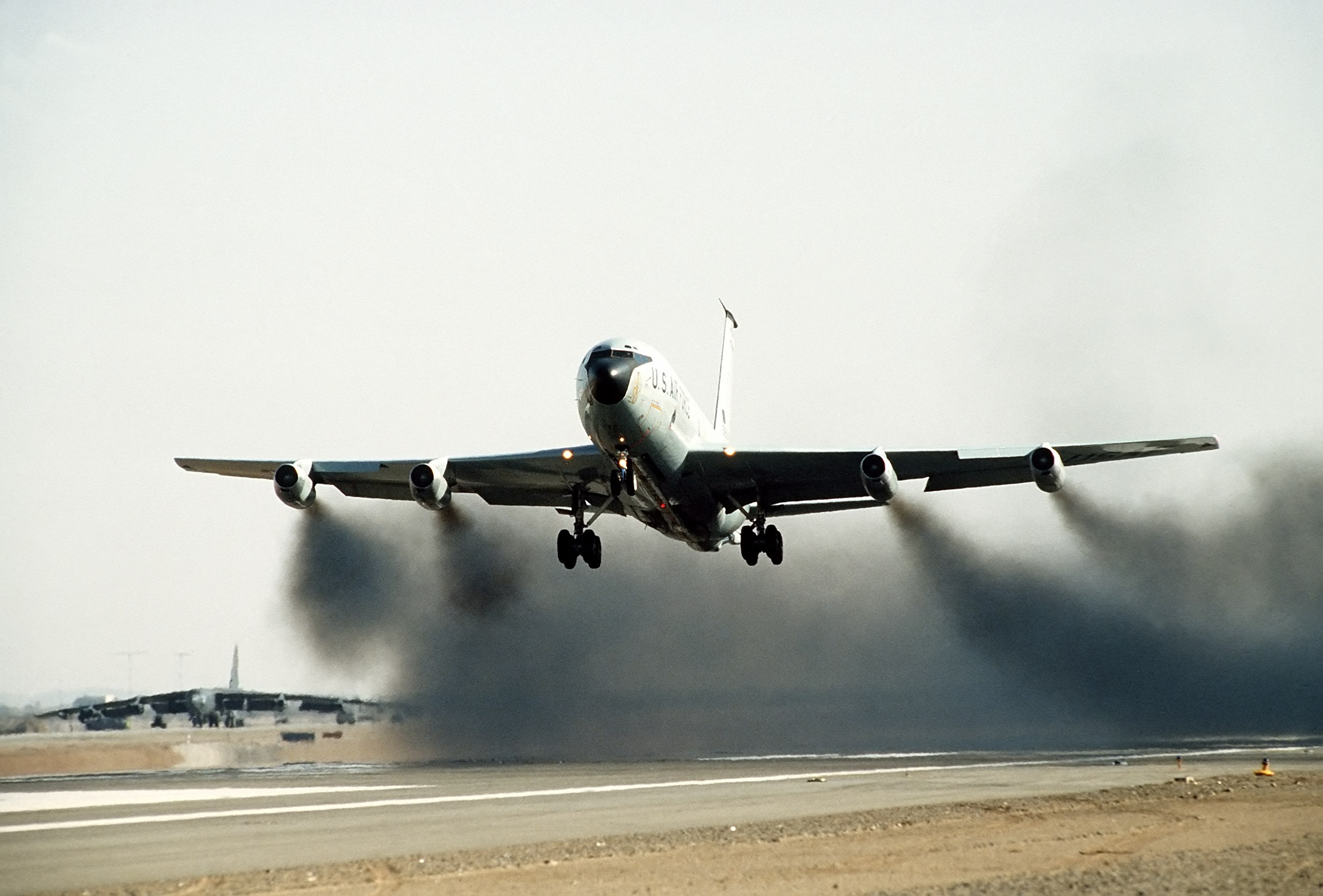
KC-135 beim „nassen“ Start mit J57-Triebwerken und Wassereinspritzung

Daneben traten aber auch einige Probleme zutage, deren Lösung sich teilweise über Jahre hinzog. Die mangelhafte Steuerbarkeit des Tankauslegers konnte Boeing recht schnell durch eine hydraulisch unterstützte Steuerung beheben. Als hartnäckiger erwies sich die unzureichende Stabilität um die Hochachse. Sie äußerte sich in hochfrequentem Flattern der Seitenflosse bei Geschwindigkeiten oberhalb von 0,8 Mach und in Pendelbewegungen des Hecks (Dutch Roll) vor allem beim Langsamflug. Abhilfe sollte eine Versteifung des Seitenleitwerks und ein Gierdämpfer bringen, der vom ohnehin vorgesehenen Autopilot angesteuert wird. Dieses System des Typs Lear MC-1 litt aber selbst unter massiven Entwicklungsproblemen, so dass die ersten Serienmaschinen ohne Autopilot – und also ohne Gierdämpfer – ausgeliefert wurden und auch in den nachfolgenden Jahren immer wieder Nachbesserungen nötig waren. Ab 1962 überarbeitete Boeing nochmals das Seitenleitwerk: Die Höhe wuchs um rund einen Meter, das Seitenruder erhielt eine größere Fläche und eine hydraulische Kraftverstärkung.
Größtes Manko der Stratotanker war aber die geringe Antriebsleistung. Je nach atmosphärischen Bedingungen benötigte die vollbeladene KC-135A mit den serienmäßigen Triebwerken J57-P-43W mit Wassereinspritzung eine Startrollstrecke von 2800 bis 3300 Meter – eine Bahnlänge, die längst nicht jeder Luftwaffenstützpunkt der USAF vorweisen konnte. Bei einem Triebwerksausfall während des Starts und einem Startgewicht über 119 Tonnen war ein Startabbruch nötig. Die Folge waren Gewichtsbeschränkungen, bis die KC-135-Flotte ab 1982 mit stärkeren Turbofantriebwerken zu E- und R/T-Modellen aufgerüstet wurde.

## Technik

### Rumpf und Leitwerk

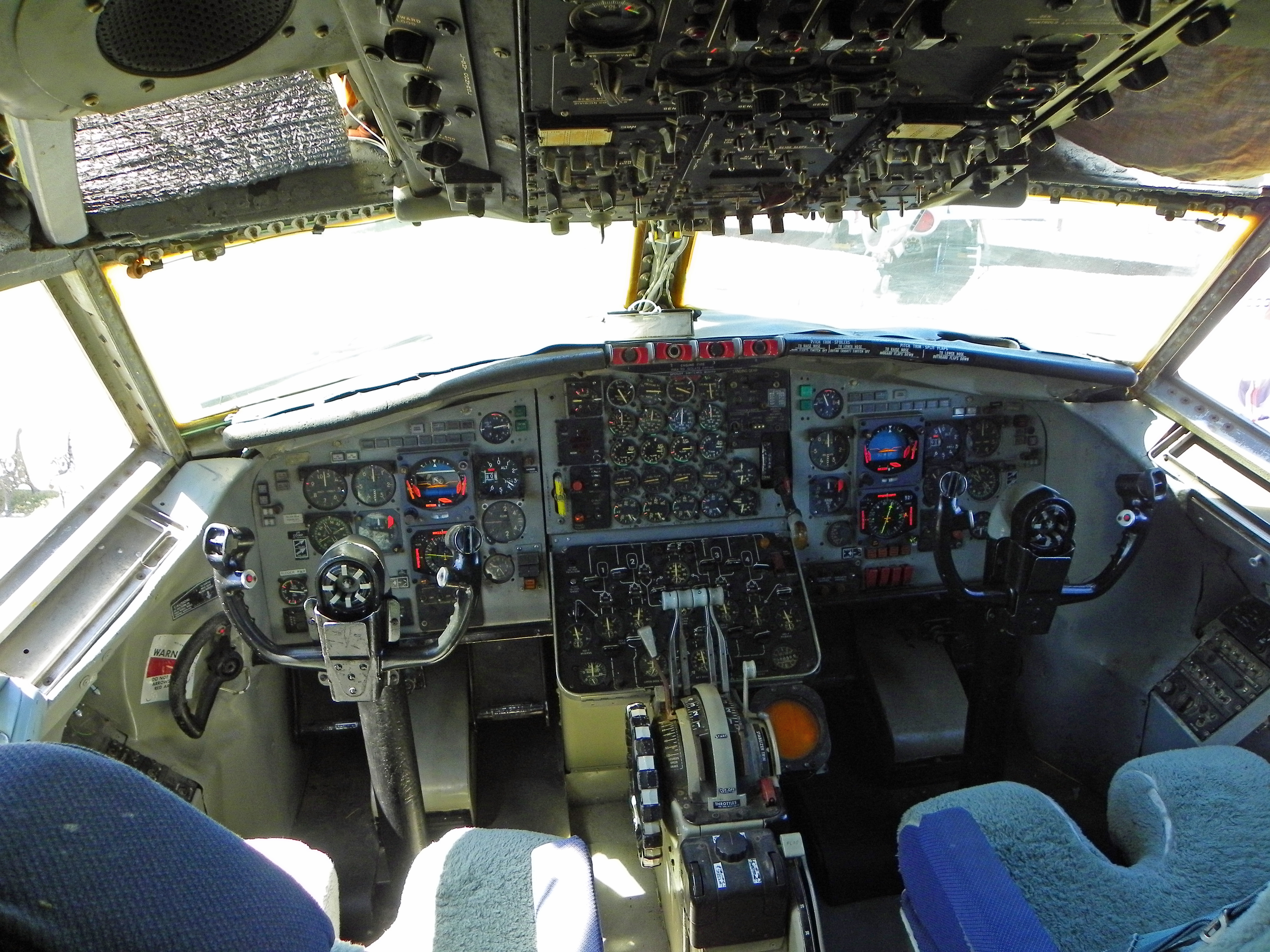
Cockpit einer Boeing KC-135A

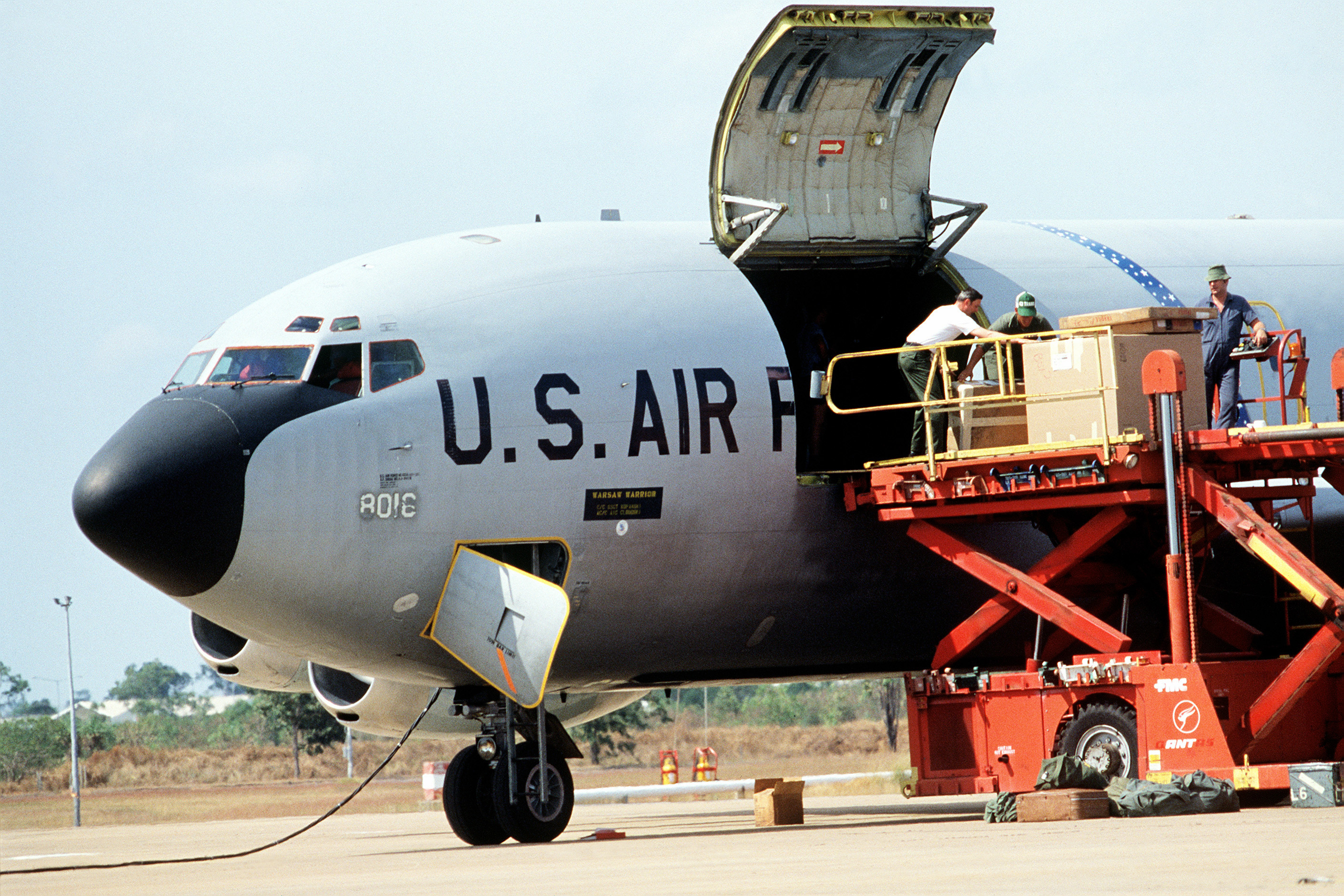
Frachttür und Einstiegsluke einer KC-135A

Die KC-135 ist ein vierstrahliger Tiefdecker mit um 35° gepfeilten Tragflächen und konventionellem Heckleitwerk. Der 39,3 m lange fensterlose Rumpf ist komplett druckbelüftet und unterteilt sich in das Hauptdeck mit Cockpit, Laderaum sowie einem Gepäckabteil und dem Unterdeck, in dem sich der Einstiegsbereich im Bug, drei Treibstofftanks, die Fahrwerksschächte, Einspritzwassertank (nur A- und Q-Version) und im Heck das Abteil des Tankausleger-Bedieners befindet. Der Laderaum misst 24,7 m in der Länge, 3,28 m in der Breite und 2,11 m in der Höhe und bietet rund 170 m³ Raum für sechs Standardpaletten des Typs 463L und maximal 37,6 t Fracht. Die KC-135A bot 80 Sitzplätze entlang der Seiten, was durch eine zusätzliche Doppelsitzreihe auf 160 Plätze gesteigert werden konnte. Bei der KC-135R finden standardmäßig 37 Personen im Laderaum Platz. Nach einer Umrüstung für MedEvac-Einsätze passen bis zu 44 Patienten auf Krankentragen hinein. Zur Beladung dient eine 2,97 m breite und 1,98 m hohe nach oben öffnende Frachttür auf der linken Seite vor der Tragfläche. Eine Bug- oder Heckladeklappe hat die KC-135 nicht, so dass die Fracht mit Gabelstapler oder Hebebühne auf drei Meter Höhe gehievt werden muss.
Die Tragflächen bestehen wie der Rumpf überwiegend aus Aluminium. Sie haben eine Spannweite von 39,88 m und eine Fläche von 226,0 m². Daraus ergibt sich eine Streckung von 7,0. Sie haben je ein Querruder für niedrige und hohe Geschwindigkeiten, Störklappen und Landeklappen. Ab 1959 rüstete Boeing Vorflügel nach. Dadurch verminderte sich die Überziehgeschwindigkeit um 11 km/h.
Das Fahrwerk besteht aus einem Bugfahrwerk mit zwei Rädern und zwei Hauptfahrwerksstützen mit je vier Rädern unter dem Mittelrumpf.
Zur Besatzung gehören Pilot, Kopilot, Navigator und Auslegerbediener. Nachdem seit Mitte der 1990er-Jahre die KC-135 im Rahmen des Umrüstungsprogramms Pacer CRAG (CRAG für Compass, Radar, GPS) moderne Navigationshilfen und ein digitales Cockpit erhalten hatten, entfiel der Arbeitsplatz des Navigators.

### Antrieb
Die KC-135 wird von vier Strahltriebwerken angetrieben, die einzeln an Pylonen unterhalb der Tragflügel befestigt sind. Dabei kamen bislang drei verschiedene Typen zum Einsatz: J57, TF33 und F108.
Das Ende der 1940er-Jahre für die Boeing B-52 entwickelte Pratt & Whitney J57 ist ein Turbojettriebwerk der zweiten Generation. Die ersten drei KC-135A erhielten das J57-P-29 mit einer Schubkraft von 47 kN, die nächsten 26 das J57-P-31W. Dieses ersetzte Boeing noch 1956 durch das modernere, ebenfalls von Ford hergestellte J57-P/F-43W (50 kN). Wegen mangelhaft geschmiedeter Titanschaufeln musste es ab Oktober 1956 gegen das 180 kg schwerere, aber auch 100.000 Dollar billigere J57-P/F-59W (50 kN) ausgetauscht werden, mit dem fortan alle KC-135A, -D und C-135F ausgestattet wurden.
Die Triebwerks-Zapfluft dient zum pneumatischen Anlassen der Motoren, zur Enteisung und sie versorgt die Klimaanlage und die Pumpen der Wassereinspritzung. Durch diese Einspritzung konnte der Schub je Triebwerk beim Start um rund 10 kN gesteigert werden. Der Tank für das demineralisierte Wasser befand sich im Rumpf zwischen den Hauptfahrwerksschächten und fasste 2.536 Liter, was für maximal zwei Minuten Einspritzung reichte. Das System war umständlich und teuer. Sank die Temperatur am Boden unter −7 °C, musste das Wasser abgelassen werden. Fiel die Wassereinspritzung während des Startlaufs bei einem Triebwerk aus, blieb wegen des asymmetrischen Schubs oft nur der Startabbruch. Vor dem nächsten Start musste der Wassertank erst wieder aufgefüllt werden. In den 1950er-Jahren kostete das aufbereitete Wasser beinahe so viel wie das Kerosin und musste auf abgelegenen Basen erst aufwändig hergestellt oder herbeigeschafft werden.
Mit der Einführung des TF33, der militärischen Version des Pratt & Whitney JT3D, ab 1981 konnte die Wassereinspritzung entfallen, da die Turbofans eine bis zu 30 % höhere Schubkraft erbringen als die J57. Die KC-135B erhielten das TF33-P-9 mit 71,4 kN, die KC-135D und -E übernahmen gebrauchte JT3D-3B (TF33-PW-102, 80 kN) von zivilen B707. Nur letztere haben Schubumkehr.
Das F108, so die militärische Bezeichnung des CFM56-2, treibt die KC-135R und -T sowie die C-135FR seit 1982 an. Die Turbofantriebwerke mit hohem Nebenstromverhältnis sind mit 98,5 kN nochmal wesentlich stärker als die TF33 und erfüllen modernere Anforderungen an Lärm- und Abgasemissionen. Während des Umrüstungsprogramms von September 1981 bis Juni 2005 stattete Boeing 420 KC-135 der USAF sowie 14 für Frankreich, sieben für die Türkei und vier für Singapur mit F108 aus.
Standard-Treibstoff der Stratotanker war zunächst JP-4, bis die Air Force es in den 1990er-Jahren durch JP-8 ersetzte. Alternativ kann das JP-5 der Marine oder ziviler Kraftstoff (Jet A, A-1/Kerosin und B) verwendet werden.

### Tankanlage

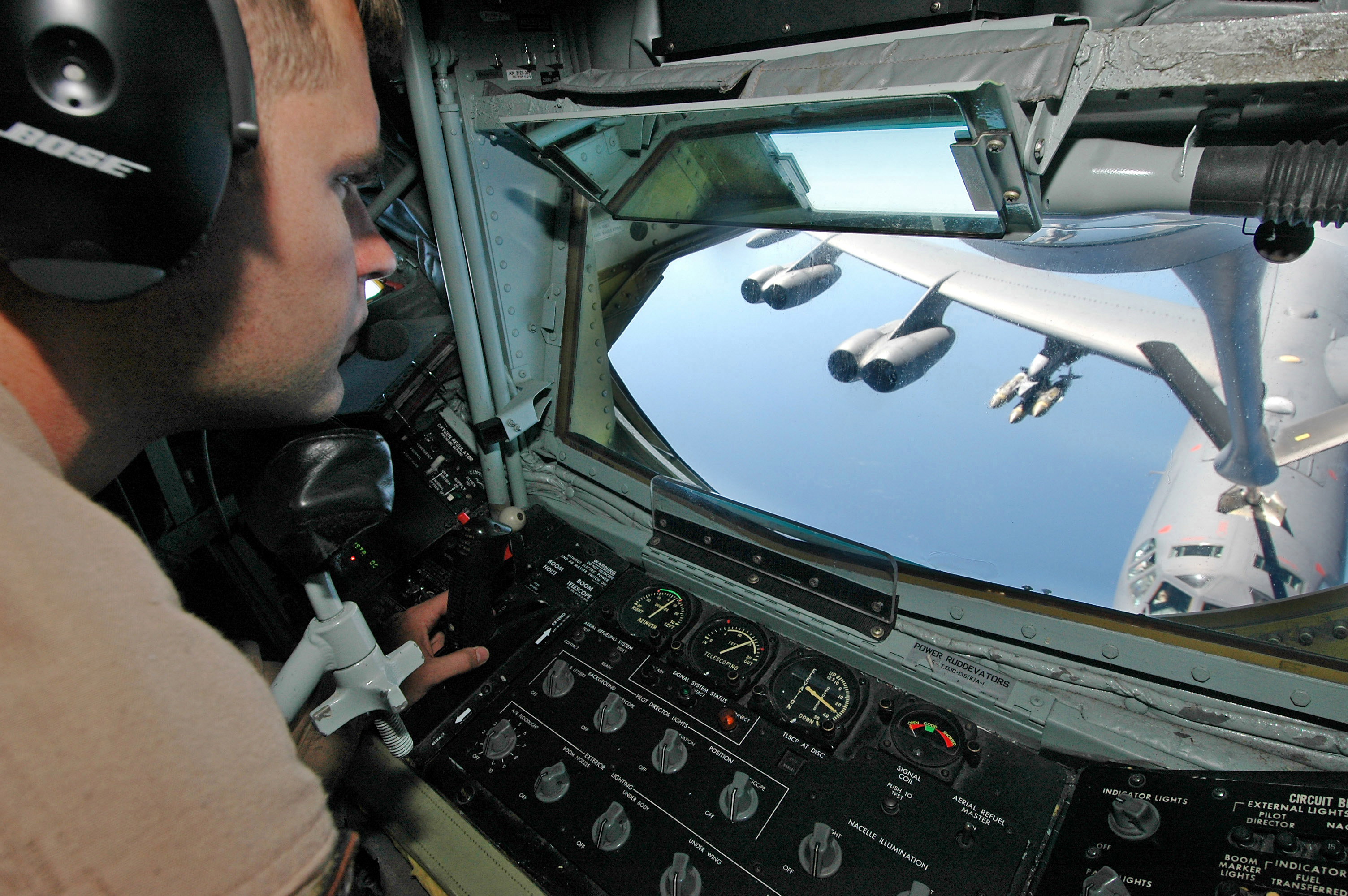
Arbeitsplatz des Auslegerbedieners, hier beim Betanken einer B-52 Stratofortress

Die Stratotanker besitzt insgesamt zehn Treibstofftanks, je drei in den beiden Tragflächen (8660 Liter, 7825 l und 1650 l Reserve), einen im Unterdeck zwischen den Tragflächen (27.670 l), je einen im Unterdeck vor (21.980 l) und hinter den Tragflächen (24.285 l) sowie einen auf dem Hauptdeck, am Ende des Frachtraums (8.265 l). Ist der Tank auf dem Hauptdeck nicht installiert, dürfen nur drei der vier Zellen des vordersten Tanks (mit dann 17.060 l) befüllt werden, um den Schwerpunkt des Flugzeugs nicht zu weit nach vorne zu verschieben. Zusammengerechnet kann eine KC-135R also maximal 118.470 Liter Treibstoff aufnehmen und bis auf eine Reserve von rund 2300 l auch wieder in der Luft abgeben. Bei der A-Version lag die Gesamtkapazität bei 113.560 Liter. Der Kraftstoff kann zwischen allen Tanks umgepumpt werden, nur die KC-135Q hatte zwei getrennte Kraftstoffsysteme, um Spezialtreibstoff transportieren und übergeben zu können. Acht KC-135 können selbst in der Luft betankt werden, da sie früher für Spezialeinsätze benutzt worden waren. Die Einfüllöffnung liegt an der Stirnseite über dem Cockpit.
Der Ausleger für die Betankung anderer Flugzeuge befindet sich unterhalb des Hecks. Die Betankung wird von einem Abteil am Ende des Unterdecks aus durchgeführt. Hier liegt der Auslegerbediener bäuchlings auf einer Pritsche und kontrolliert die Lage des Tankauslegers mit der rechten Hand und seine Länge mit der linken.

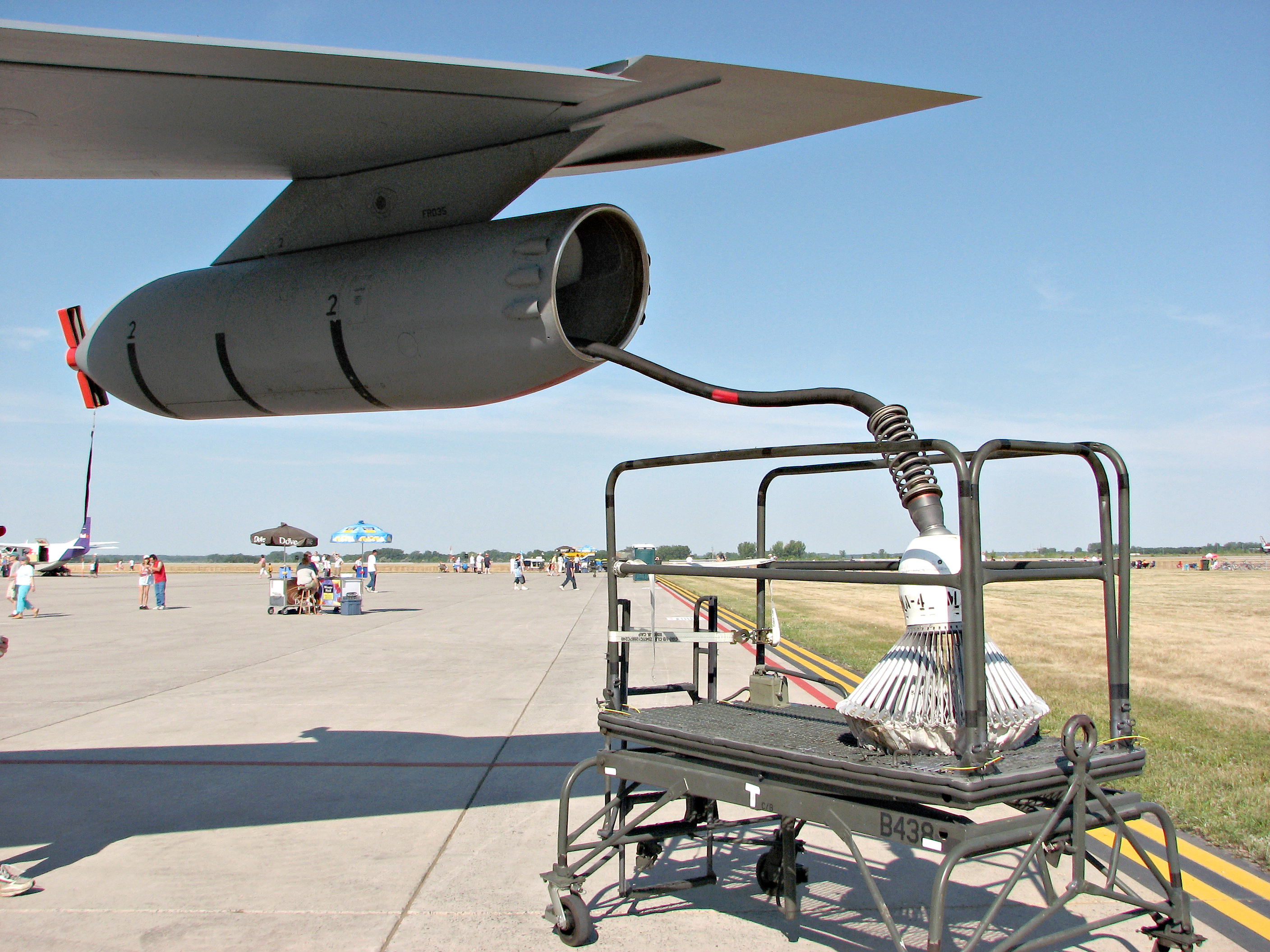
Betankungsbehälter mit Schlauch und Trichter

Dieser Flying Boom besteht aus zwei ineinander geschobenen Rohren, deren Gesamtlänge dadurch teleskopartig zwischen 8,5 und 14,3 m variiert werden kann. Der Innendurchmesser der Treibstoffleitung beträgt rund 10 Zentimeter. Die Steuerung erfolgt über zwei Ruderflächen (ruddevators), die sich mit hydraulischer Unterstützung bewegen. In Ruhestellung liegt der Ausleger am Heckkonus des Rumpfes an, in der typischen Betriebsstellung ist er um 30° nach unten geneigt und auf 12,2 m ausgefahren. Bewegungen von 30° zu beiden Seiten und bis 50° nach unten sind möglich. Verschiedene Markierungen und Lichtzeichen signalisieren dem Piloten des Empfängerflugzeuges die richtige Position für den Kontakt. Hat der Auslegerbediener den Einfüllstutzen des Empfängerflugzeuges getroffen, wird die Verbindung mechanisch verriegelt und der Betankungsvorgang über elektrische Kontakte nach den Vorgaben (Menge, Pumpleistung) gestartet. Die Transferraten liegen zwischen 570 und 1700 Litern pro Minute für Kampfflugzeuge und andere kleine Maschinen und bei bis zu 3400 l/min für große Transporter und Bomber, bei einem Druck von 3,5 bar. Das Tanken dauert wenige Minuten beispielsweise bei einer F-16 Fighting Falcon oder bis über eine halbe Stunde bei einer C-5 Galaxy.

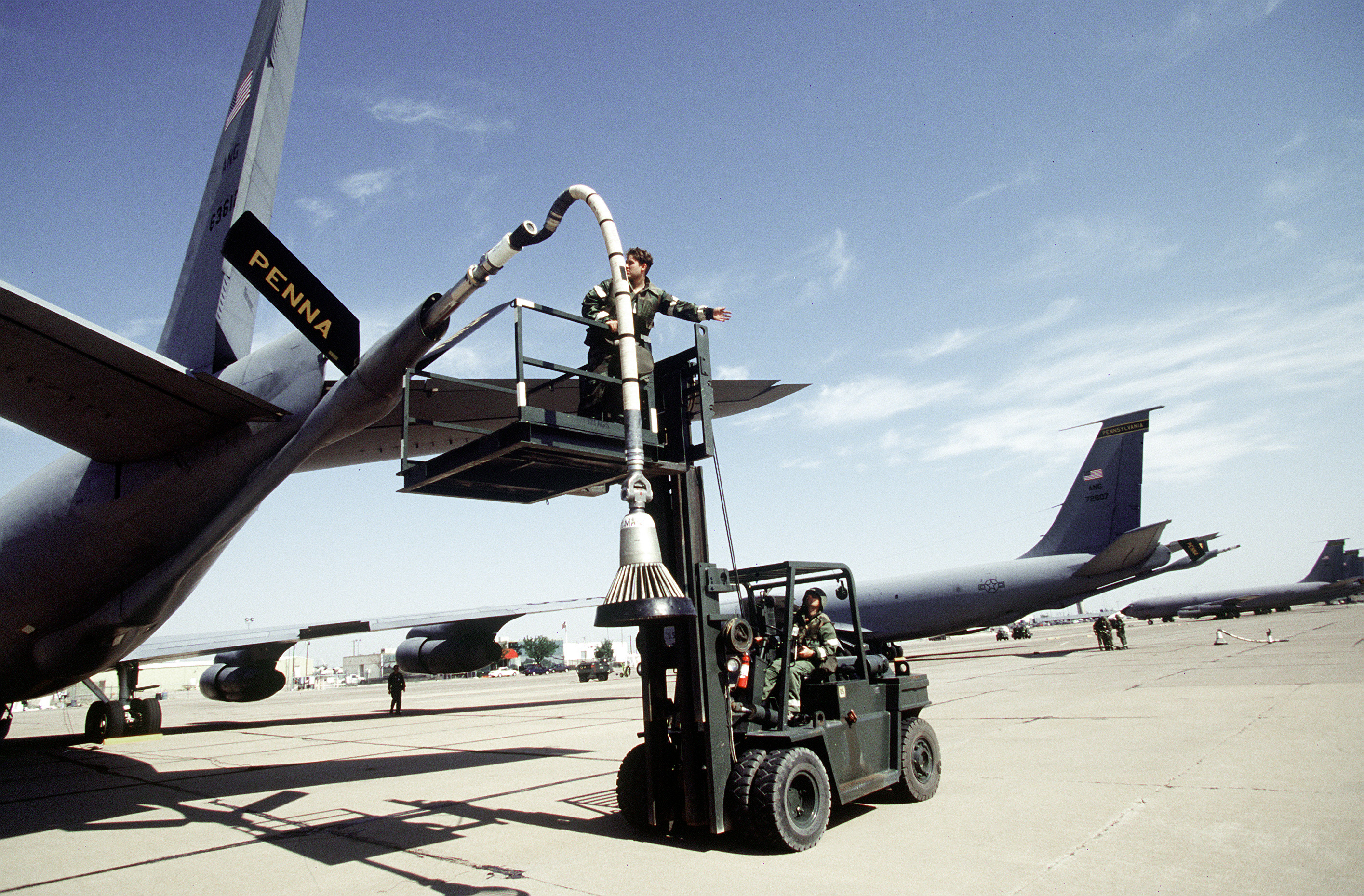
Installation des Schlauchadapters am Tankausleger einer KC-135E

Von der moderneren KC-135R besitzen 20 Exemplare seit Mitte der 1990er-Jahre Halterungen für je zwei externe Betankungsbehälter Mk 32B-753 des britischen Herstellers Flight Refuelling. Die 4,4 Meter langen Behälter mit einem Durchmesser von 0,9 m können bei Bedarf an der Unterseite der Tragflächenenden angebracht werden. Sie beherbergen eine Schlauchtrommel, die den Schlauch mit Fangtrichter auf eine Länge von 24 m abwickelt. An der Spitze des Behälters befindet sich eine Ram-Air-Turbine mit zweiblättrigem Rotor, der die Kraftstoffpumpe und Winde antreibt, so dass das System wenn nötig auch unabhängig von der Stromversorgung der KC-135 arbeiten kann. Die Pumpleistung beträgt 1500 Liter pro Minute. Eine mit diesem Multipoint Refueling System (MPRS) ausgerüstete Stratotanker kann ihren Treibstoff während eines Einsatzes sowohl mit starrem Ausleger an andere USAF-Flugzeuge weitergeben als auch mit Schlauchausleger an Flugzeuge der US-Marine/US Marine Corps und der NATO. Zur Betankung dieser Flugzeugtypen mit Tanksonde kann außerdem an den starren Ausleger aller KC-135 ein Schlauchadapter montiert werden (Boom Drogue Adapter, BDA).

## Varianten

### Überblick

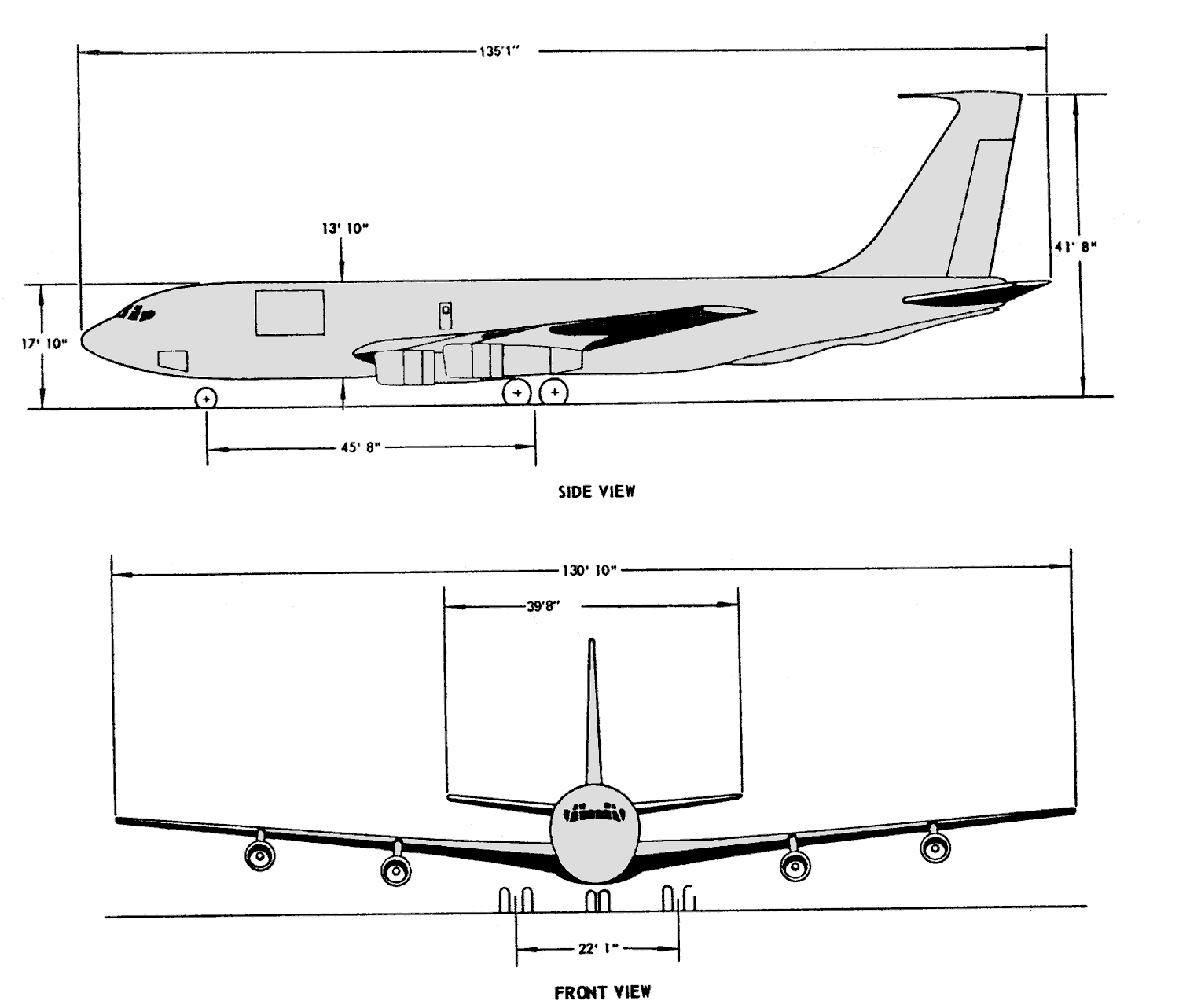
Zweiseiten-Zeichnung

- KC-135A: Erstes Modell, 732 Stück mit Pratt-&-Whitney-J57-Triebwerken von 1956 bis 1964 produziert.
- KC-135B: 17 neu gebaute Exemplare ab 1963, fliegender Kommandoposten des SAC. 1965 umbenannt in EC-135C.
- KC-135D: 1979 aus RC-135A entstandene Tanker, vier Stück.
- KC-135E: ab 1982 mit neuen Triebwerken TF33 versehene A-Modelle, 160 Stück, davon sind noch 110 ausschließlich bei den Reservestreitkräften im Dienst. Die E-Modelle sind mit bis zu 49 Jahren die ältesten noch aktiven Flugzeuge der USAF.
- C-135F: Exportmodell der KC-135A für Frankreich, zwölf Stück.
- KC-135Q: Zwischen 1961 und 1968 wurden 56 KC-135A für die Betankung der Lockheed SR-71 mit Spezialtreibstoff umgerüstet.
- KC-135R: 365 ab 1982 unter anderem mit F108-Triebwerken modernisierte A- und E-Modelle. Auch in der Türkei und in Singapur im Einsatz.
- KC-135T: von 1993 bis 1995 mit F108-Triebwerken auf den Stand der R-Modelle modernisierte Q-Modelle, 54 Stück.

### KC-135A
Die KC-135A ist die ursprüngliche Version der Stratotanker und die einzige neu gebaute Tankerversion für die USAF. Von Anfang 1956 bis Ende 1964 produzierte Boeing 732 Exemplare in 27 Blöcken. Abgesehen von den Testflugzeugen übernahm die USAF die erste Maschine am 28. Juni 1957 für die 93. Luftbetankungsstaffel auf der kalifornischen Castle Air Force Base, wo die Ausbildung der Besatzungen stattfand. Ende desselben Jahres stellte die Air Force die ersten KC-135 für reguläre Einsätze in Dienst. Das letzte A-Modell (USAF-Seriennummer: 64-1480) erreichte am 12. Januar 1965 seine Einheit.
Etliche KC-135 wurden im Laufe der Jahre zu einer Vielzahl von Varianten umgebaut, darunter JKC-135 und NKC-135 für Tests, EC-135A und -L als luftgestützte Kommandoposten und Relaisstationen und RC-135 für Aufklärungszwecke. Für den Transport und die Weitergabe von speziellem Treibstoff für die SR-71 und ihrer Vorgänger entstanden zwischen 1961 und 1967 insgesamt 56 KC-135Q.
Ab 1981 ließ die USAF die meisten KC-135A modernisieren. Rund 160 Maschinen erhielten leistungsfähigere Turbofantriebwerke des Typs TF33 und anschließend die Bezeichnung KC-135E. Etwa 345 Exemplare wurden von 1982 bis 1995 unter anderem mit F108-Turbofans zu KC-135R aufgerüstet.

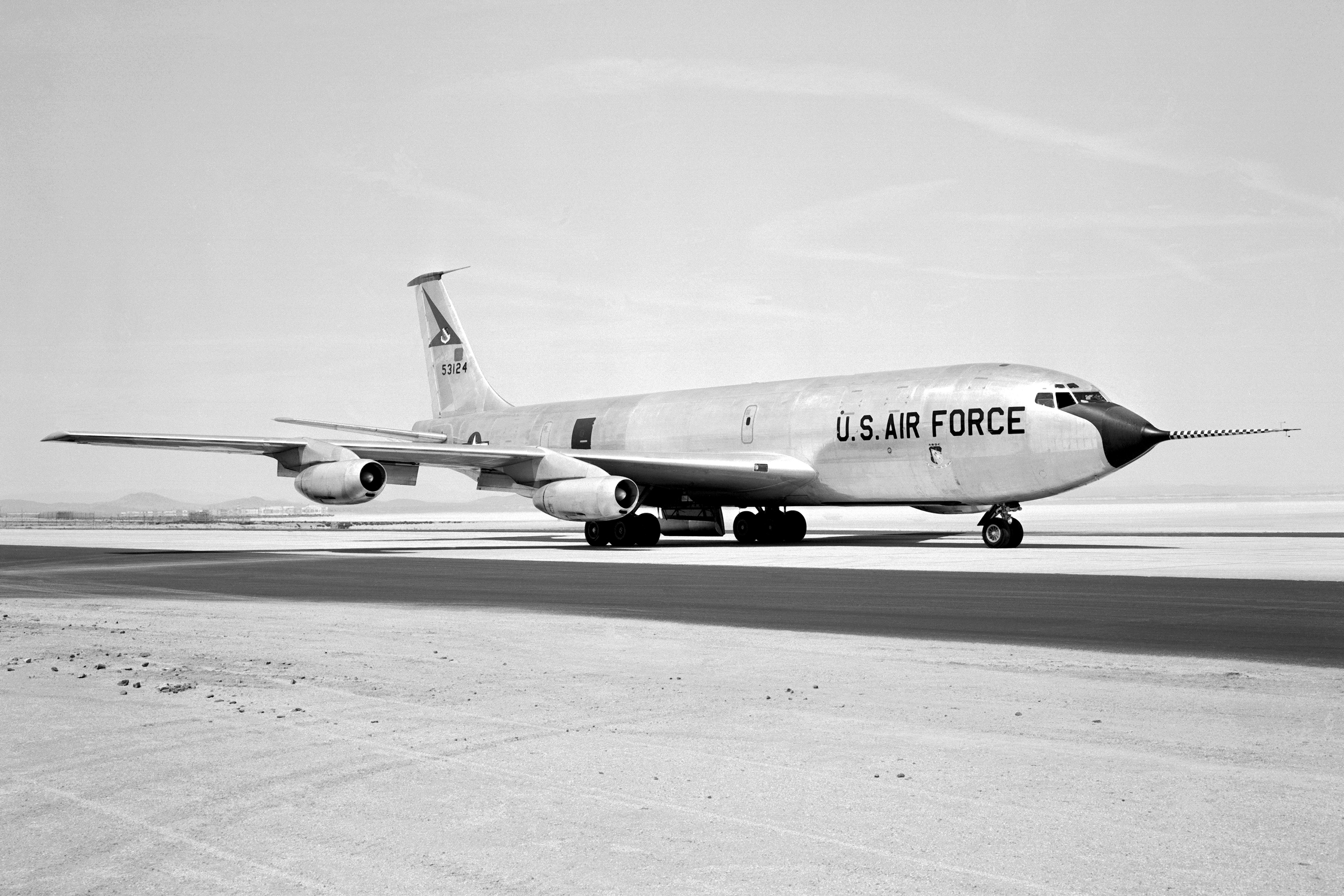
„Vomit Comet“

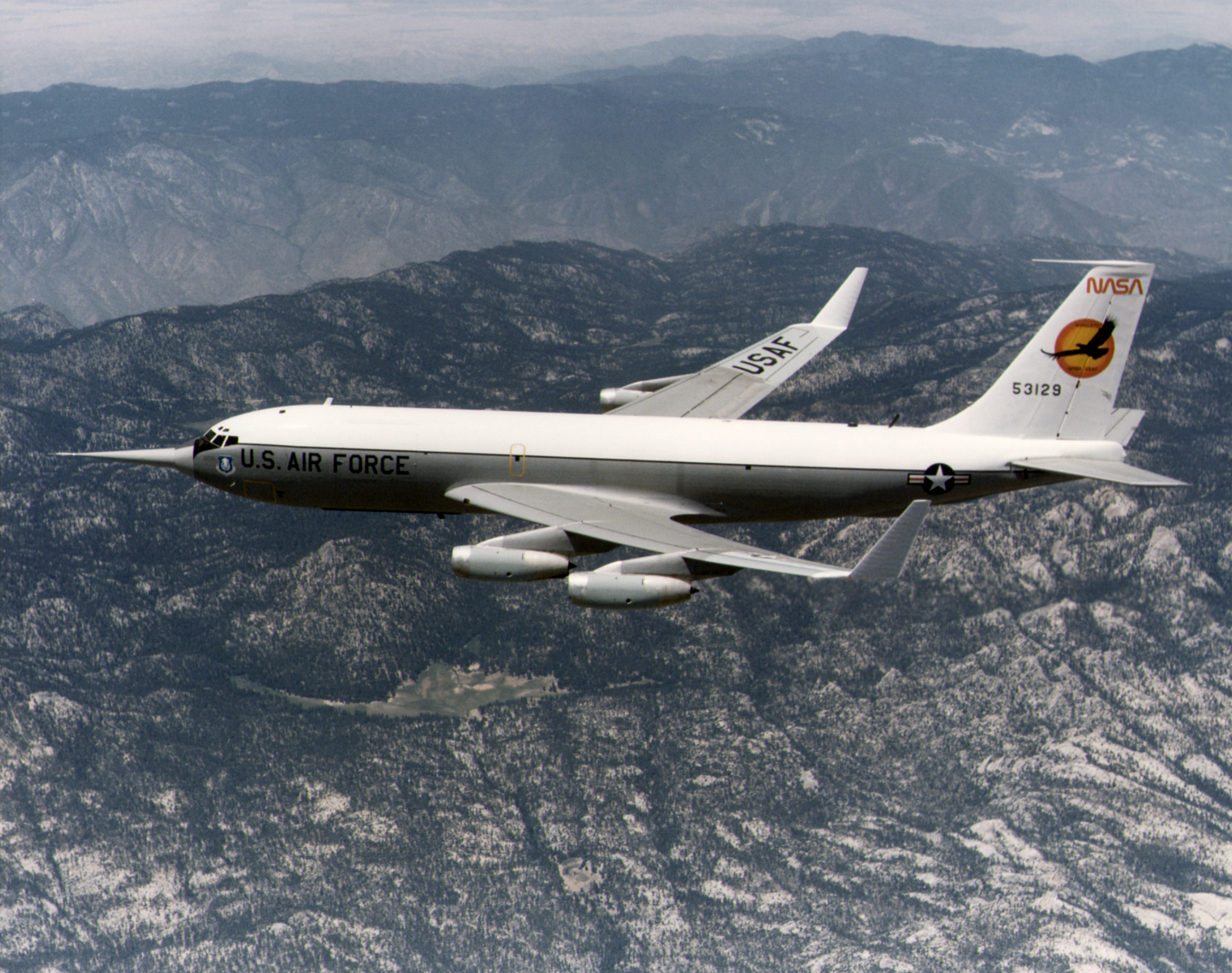
KC-135A mit Winglets (1979)

Insgesamt vier KC-135A nutzte die USAF ab 1960 gemeinsam mit der NASA für Parabelflüge zum Astronautentraining und für Experimente in der Schwerelosigkeit. Die Maschinen erhielten ein gepolstertes Hauptdeck, das sonst dort installierte Hilfstriebwerk und der Hecktank wurden ebenso wie der Tankausleger entfernt, Elektrik und Hydraulik an die neuen Einsatzbedingungen angepasst. Die so umgebauten Flugzeuge waren als Weightless Wonder (deutsch: schwereloses Wunder) oder auch als Vomit Comet (deutsche Entsprechung: Kotzbomber) bekannt. Zwei dieser KC-135 (55-3129 und 62-3536) sowie eine C-135A betrieb das Air Force Systems Command von 1960 bis 1973 von der Wright-Patterson Air Force Base aus. 1974 übernahm die NASA die Programmleitung und verwendete von der Ellington Air Force Base aus zunächst die 59-1481 als NASA 930 (Kennzeichen N930NA), die bis zu ihrem Einsatzende im Dezember 1995 über 57.600 Parabeln flog. Von Mai 1995 an folgte die 63-7998 als NASA 931 (N931NA), die im Oktober 2004 nach 13.605 Flugstunden und 34.757 Parabeln außer Dienst gestellt wurde. Die NASA 931 wurde außerdem zum Pilotentraining der angehenden Astronauten eingesetzt und begleitete die Shuttlemissionen als Transportflugzeug.
Nach ihrem Einsatz als Weightless Wonder testete das Dryden Flight Research Center der NASA an der 55-3129 den Einsatz von Winglets. Im Juli 1979 erhielt diese Maschine 2,7 m hohe Winglets an den Tragflächenenden und absolvierte damit bis Januar 1981 39 Flüge. Sie lieferten wichtige Erkenntnisse über das Strömungsverhalten und mögliche Treibstoffersparnis, kamen bei der KC-135 jedoch nie serienmäßig zum Einsatz.
Die US-amerikanische Bundesbehörde für Zivilluftfahrt FAA setzte von 1960 bis 1975 zwei KC-135A ein. Die beiden Flugzeuge (59-1481 und 59-1518) mit den zivilen Kennzeichen N98 beziehungsweise N96 überprüften bestehende und geplante Flugrouten und Navigationsanlagen.

### KC-135B
Ursprung
Nach dem Amtsantritt von US-Präsident John F. Kennedy änderten die USA 1961 ihre mit der NATO abgestimmte Militärstrategie der massiven Vergeltung hin zur flexiblen Erwiderung. Ging es bis dahin darum, nach einem feindlichen Angriff möglichst automatisiert einen allumfassenden atomaren Gegenschlag zu starten, sollte nun eine Reihe von dosierten und kontrollierten Gegenangriffen möglich sein. Dazu war es aber nötig, dass die Kommandostrukturen des Strategic Air Command (SAC) – und darüber hinaus bis zum Präsidenten als Oberbefehlshaber – auch nach der Zerstörung der SAC-Befehlszentralen am Boden noch funktionierten. Die USAF entschied sich daher für den Einsatz von luftgestützten Kommandoposten (Airborne Command Post, ACP). Für diesen Zweck hatte sie schon Mitte bis Ende 1960 fünf umgebaute KC-135A erfolgreich getestet. Die Maschinen erhielten eine Betankungsanlage, um die Einsatzdauer verlängern zu können. Auf dem Hauptdeck entstand ein Abteil mit Kommunikationsgeräten und einem Tisch für Besprechungen, an der Außenseite wurden zusätzliche Antennen angebracht. Das Gesamtsystem bezeichnete das SAC auch als Post Attack Command and Control System (PACCS).
Looking Glass

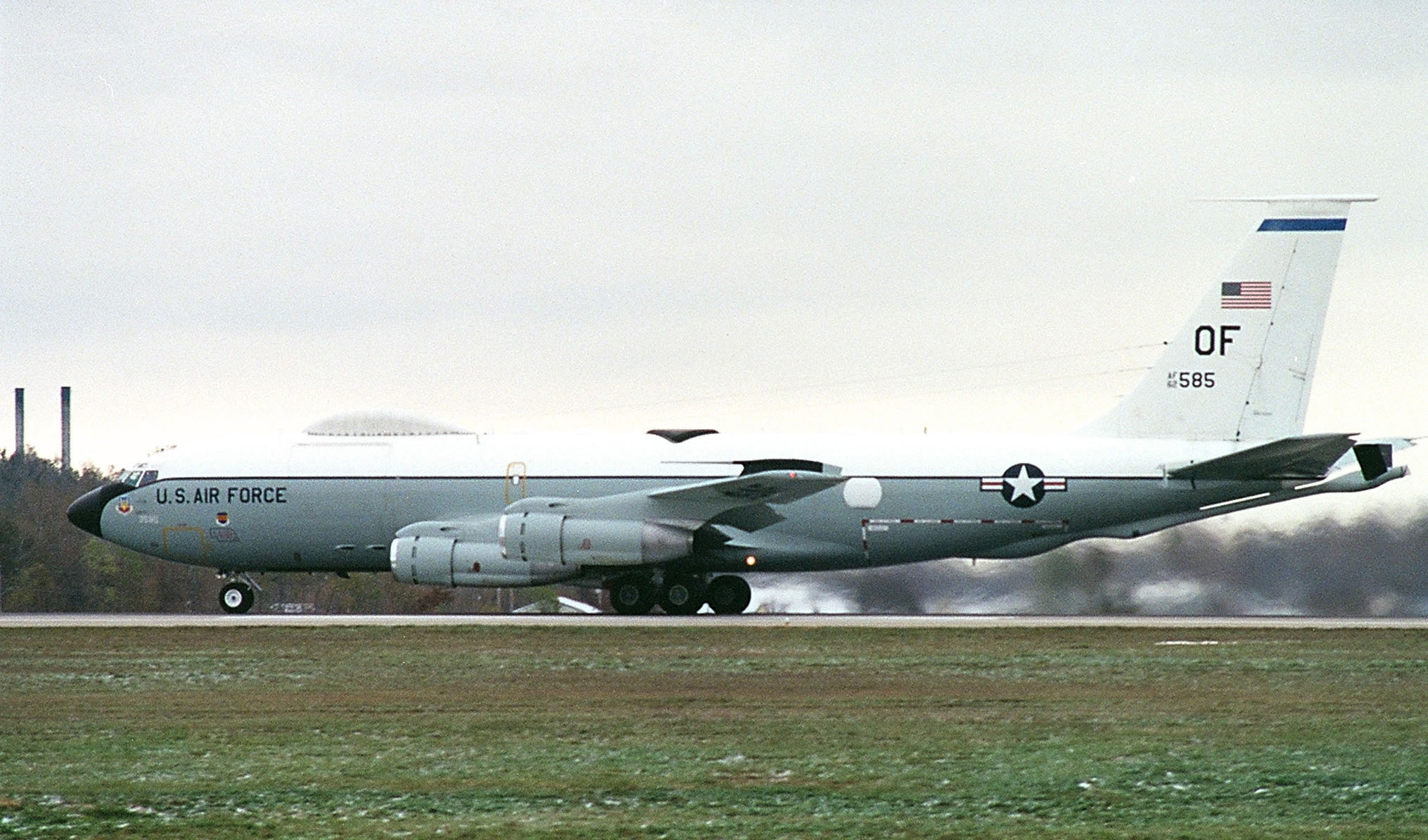
Eine EC-135C (62-3585) des 7th ACCS, Offutt Air Force Base, mit MILSTAR-Ausrüstung

Anfang 1961 begannen die fliegenden Befehlszentralen des SAC mit regelmäßigen Einsätzen unter dem Namen Looking Glass. Bis Ende 1962 wuchs die Flotte auf 16 Stück. Gleichzeitig orderte die USAF 17 neue Flugzeuge für diesen Zweck, die Boeing von 1963 an als KC-135B baute und von Februar 1964 bis Februar 1965 auslieferte. Diese Kommandoposten der zweiten Generation hatten verglichen mit der älteren Version leistungsfähigere Turbofantriebwerke des Typs Pratt & Whitney TF33-P-9, zusätzliche Drahtantennen für Längstwellenfunk und modernisierte Kommunikationstechnik. Auch sie konnten in der Luft betankt werden.
Wegen ihrer speziellen Rolle und um sie von den anderen Tankern unterscheiden zu können, erhielten die ACPs der Baureihe KC-135B zum 1. Januar 1965 die neue Bezeichnung EC-135C. Nach der Indienststellung der neueren Version dienten die Kommandoposten der ersten Generation nun unter dem Kürzel EC-135A als Reservemaschinen und unter anderem als fliegende Relaisstation für militärischen Funkverkehr. Die Tankanlage einschließlich Teleskopausleger blieb bei all diesen Maschinen erhalten und wurde regelmäßig zum Training oder für Notfälle benutzt. Anfang 1990 rüstete die Air Force vier EC-135C durch das Programm Pacer Link mit einer Anlage zur Satellitenkommunikation aus, äußerlich erkennbar an einem Höcker auf dem Rumpf, unter dem sich die Antenne für den MILSTAR-Funk verbarg.
Die Looking-Glass-Missionen bestanden aus Achtstundenschichten. Konnte die Ablösung aufgrund schlechten Wetters oder wegen technischer Probleme nicht stattfinden, verlängerte sich der Einsatz eines ACP um weitere acht Stunden. Bei Bedarf wurde in der Luft nachgetankt. Die Besatzung bestand neben der eigentlichen Flugzeugbesatzung (Pilot, Copilot, Navigator, Auslegerbediener) aus weiteren 10 bis 14 Mitgliedern, darunter ein SAC-Befehlshaber (oft ein General, mindestens aber ein Oberst), stellvertretender Einsatzleiter, Spezialisten für Nachrichtendienst, Datenverarbeitung und Wetter sowie mehrere Funktechniker. Die USAF stationierte die EC-135 zunächst in Andrews Air Force Base (Maryland), Barksdale AFB (Louisiana), March AFB (Kalifornien), Offutt AFB (Nebraska) und Westover AFB (Massachusetts). Waren sie zuerst noch bestehenden Tanker- und Aufklärungseinheiten zugeordnet, gründete das Strategic Air Command zum 1. April 1970 eigenständige Staffeln für die PACCS-Flugzeuge, die Airborne Command and Control Squadrons (ACCS) und verteilte sie auf verschiedene weitere Stützpunkte der USA.
Vom 3. Februar 1961 bis zum 24. Juli 1990 befand sich ständig eine solche Looking-Glass-Maschine in der Luft. Nur zweimal, 1963 und 1972, wurde die Mission für längstens 20 Minuten unterbrochen, als jeweils ein erkranktes Besatzungsmitglied abgesetzt werden musste. Zumindest in den zwei Jahren bis zur Auflösung des Strategic Air Command am 1. Juni 1992 startete nur noch ein Einsatz pro Tag. Vier EC-135C legte die Air Force 1992 und 1993 still und lagerte sie im 309th Aerospace Maintenance and Regeneration Group (AMARG) ein. Rund ein halbes Dutzend blieb noch bis Ende der 1990er-Jahre beim 7th ACCS des Air Combat Command in Offutt zur Unterstützung des United States Strategic Command im Dienst. Ab dem 1. Oktober 1998 übernahmen die Boeing E-6 TACAMO der US-Marine die Looking-Glass-Einsätze. Die MILSTAR-Ausrüstung wurde aus den EC-135C aus- und in die E-6A eingebaut, die daraufhin die Bezeichnung E-6B erhielten.
Weitere Verwendung

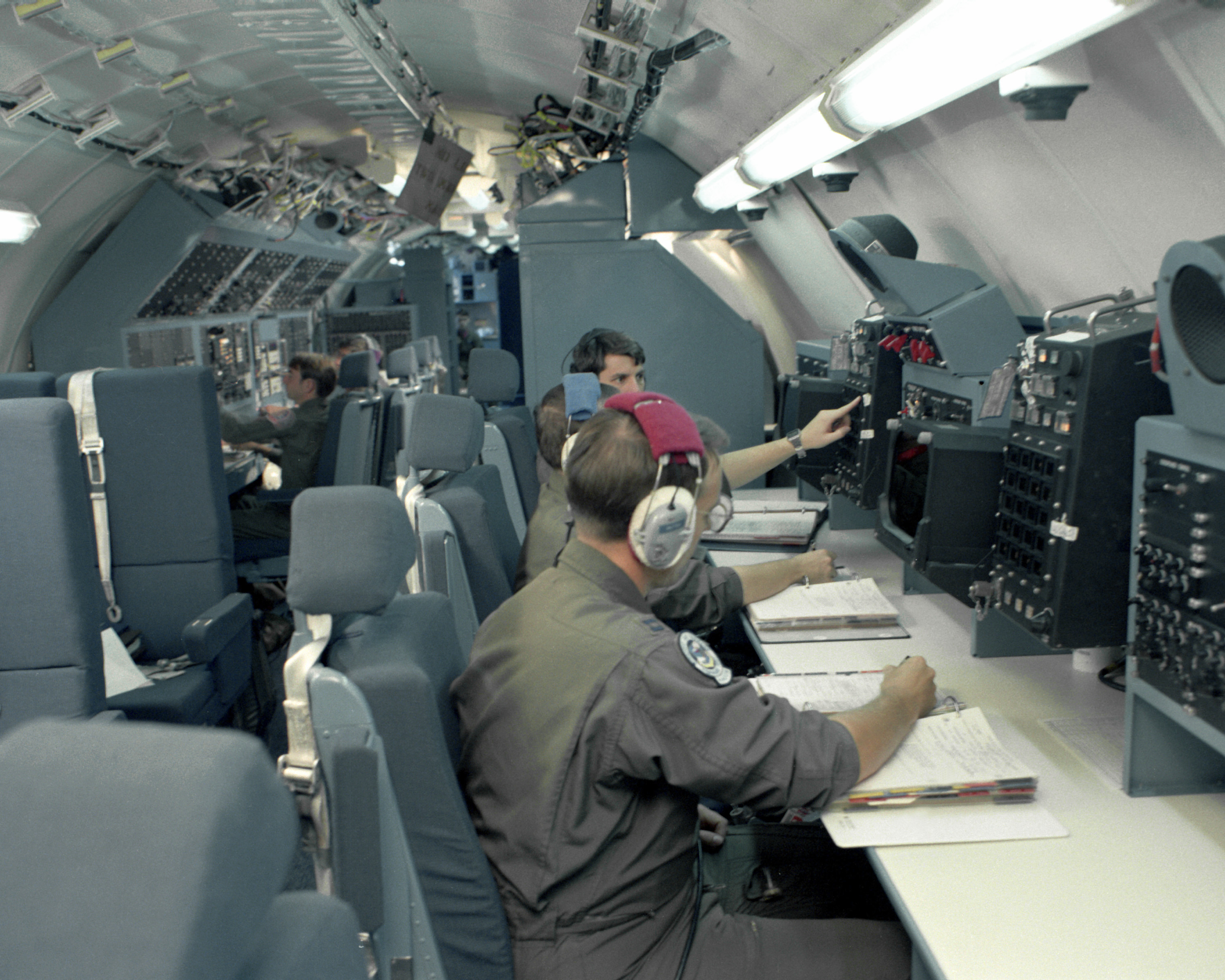
Inneneinrichtung einer EC-135 als Airborne Launch Control Center

Die EC-135C waren dafür ausgerüstet, im Ernstfall den Präsidenten, seinen Stellvertreter und den Verteidigungsminister (National Command Authority) an Bord zu nehmen. Sie fungierten als National Emergency Airborne Command Post (NEACP), also als Befehlszentrale für den Fall des Ausnahmezustands (state of emergency). Dafür hatten die Maschinen zusätzliche Funkgeräte zur besonders geschützten, verschlüsselten Kommunikation mit anderen Befehlsstellen. Von 1965 bis 1967 wurden zunächst drei C-Modelle unter dem Programm Night Watch III mit modernerer Elektronik und einem geräumigeren Abteil für die Oberbefehlshaber ausgestattet und erhielten danach die Bezeichnung EC-135J. Die USAF stationierte sie bei ihrem Hauptquartier auf der Andrews Air Force Base nahe dem Regierungssitz Washington D.C. Eine davon befand sich ständig in Alarmbereitschaft für Night-Watch-Einsätze. Ab 1974 übernahm die Boeing E-4 die NEACP-Rolle von der EC-135J. Das SAC gab sie daraufhin weiter zur Joint Base Pearl Harbor-Hickam auf Hawaii, wo sie dem Kommandeur der Pacific Air Forces unter dem Einsatznamen Blue Eagle bis 1993 als fliegende Kommandozentrale dienten und ältere EC-135P ablösten. Im Februar 1980 kam eine vierte EC-135J hinzu, die als EC-135C in Hickam zuvor zwei Jahre als Trainingsflugzeug für Blue Eagle gedient hatte.
Eine weitere Besonderheit der EC-135C – und einiger EC-135A und EC-135G – war die Möglichkeit, von Bord aus ferngesteuert Starts von Interkontinentalraketen auszulösen, falls die Startzentralen am Boden etwa durch einen gegnerischen Angriff zerstört worden wären. Diese Airborne Launch Control Center (ALCC) waren am 31. Mai 1967 offiziell einsatzbereit. Während des Kalten Krieges hätten im Krisenfall zwei bis drei ALCCs über den Raketensilo-Feldern der USA gekreist und auf den Befehl gewartet, die Minuteman oder Peacekeeper zu starten.
Eine ehemalige KC-135B und spätere EC-135C (USAF-Seriennummer 63-8050) baute die USAF 1993 für das Air Force Materiel Command zu einem Testflugzeug für Laserwaffensysteme um. Ab 1993 war sie auf der Edwards Air Force Base stationiert. Im Oktober 1996 erhielt sie die Bezeichnung NKC-135B und wurde später auch Big Crow II genannt. Seit Anfang 2006 nennt die USAF sie NC-135E. Ihr Vorderrumpf trägt seither auf der Backbordseite eine komplett schwarze Lackierung, auf die eine weiße Rakete aufgemalt ist. Am Heck dieser „Rakete“ sind starke Licht- und Wärmequellen installiert, die den heißen Rückstoßstrahl einer Rakete simulieren. Von der Kirtland Air Force Base aus soll damit die Zieleinrichtung des Prototyps Boeing YAL-1A Airborne Laser getestet werden.
Eine EC-135C (62-3582) wurde nach 1998 in WC-135C umbenannt und dient der Messung meteorologischer und atmosphärischer Daten.

### KC-135D
1962 bestellte die USAF für photogrammetrische Aufgaben neun RC-135A, die ältere RB-50 ersetzen sollten. Bis 1964 schrumpfte das Programm auf vier Maschinen, die Boeing Ende 1965 auslieferte (USAF-Seriennummer 63-8058 bis -8061). Es waren die letzten vier Exemplare der ganzen C-135-Baureihe. Sie halfen im Frühjahr 1970 bei der Bestimmung des damals umstrittenen Grenzverlaufs zwischen Argentinien und Chile. Insgesamt aber litt das System unter technischen Problemen und erreichte nie die volle Einsatzreife. Außerdem wollte die USAF wegen ihres Engagements im Vietnamkrieg immer weniger Geld für derartige Projekte ohne direkten militärischen Nutzen ausgeben. Daher endeten die Vermessungseinsätze der RC-135A im Jahr 1971 und sie dienten fortan als Transportflugzeuge beim Strategic Air Command.
Die Air Force ließ sie 1979 in Tankflugzeuge umrüsten. Zwar waren die RC-135A bis auf den Tankausleger äußerlich identisch mit der KC-135A, trotzdem bestanden mehr als 70 größere technische Unterschiede. Zum Beispiel hatten die RC-135A einen zweiten elektrischen Antrieb der Landeklappen statt eines mechanischen und eine abweichend konstruierte Klimaanlage zur Kühlung der Fotoausrüstung. Folglich erhielten die vier umgebauten Flugzeuge die Bezeichnung KC-135D. In den nächsten Jahren setzte das 305. Luftbetankungsgeschwader sie von der Grissom Air Force Base aus als Tanker ein, bis sie 1990 anstelle der J57-Turbojets neue Turbofantriebwerke des Typs TF33-PW-102 erhielten. Danach dienten sie der Air National Guard zuerst in Alaska und nach 1995 bei der 117. Luftbetankungsstaffel (117th Air Refueling Squadron) des 190. Luftbetankungsgeschwaders (190th Air Refueling Wing) auf dem Forbes Field in Kansas. Im März und April 2007 wurden die KC-135D zum AMARG geflogen und stillgelegt.

### KC-135E

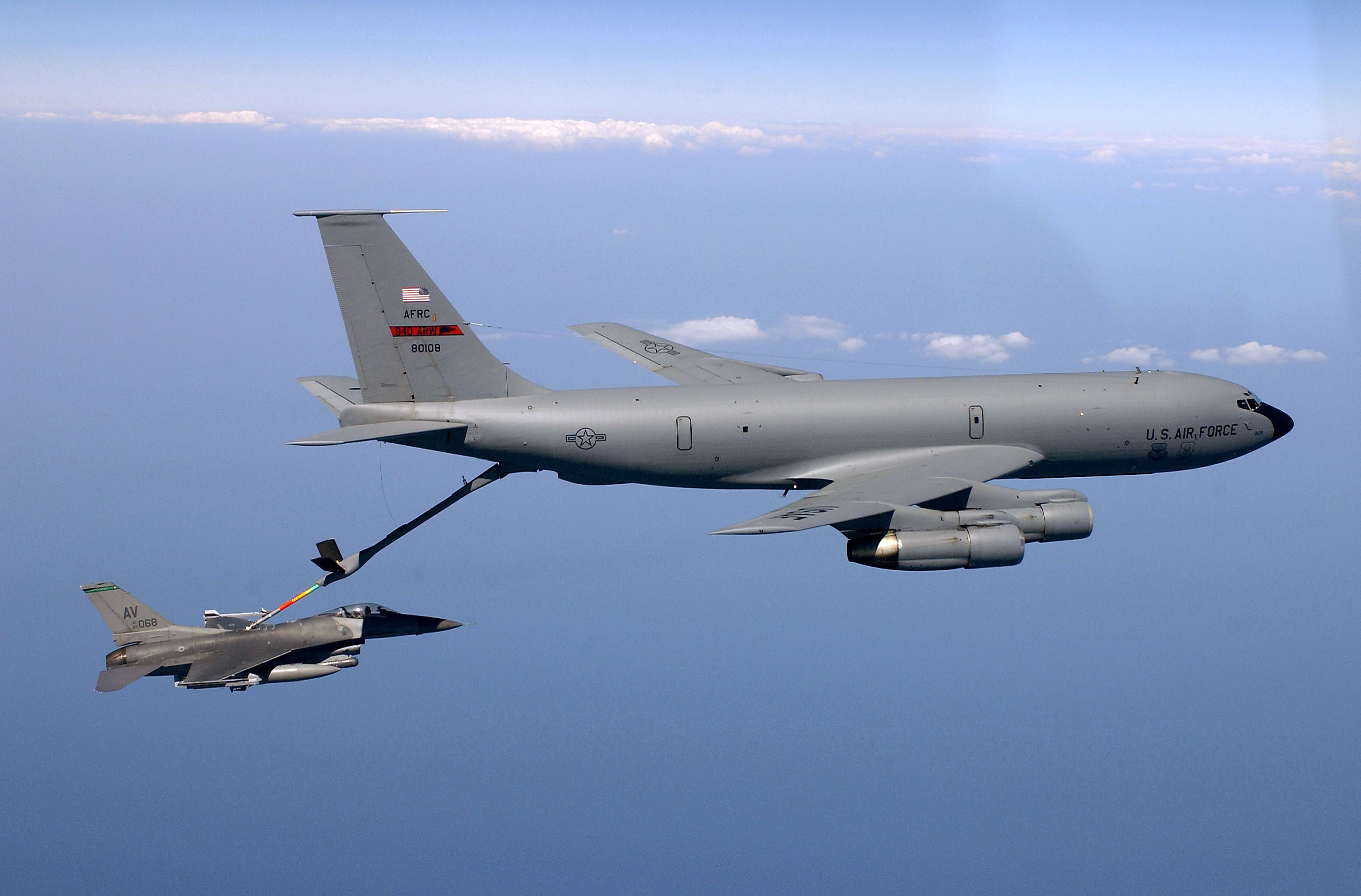
Eine KC-135E betankt eine F-16 Fighting Falcon

Ab 1975 gab die USAF die ältesten KC-135A weiter an die Reserveeinheiten des Air Force Reserve Command und der Air National Guard. Um die Leistungen der rund 130 Flugzeuge zu verbessern und die Umweltbelastungen zu reduzieren, wurden sie ab 1981 mit neuen Triebwerken ausgerüstet. Boeing erhielt im September 1981 den Auftrag, gebrauchte Pratt-&-Whitney-JT3D-Triebwerke von überschüssigen zivilen B707 zu überholen und gegen die J57 der KC-135A auszutauschen. Im Vergleich zu den alten Turbojets boten die JT3D-3B-Turbofans (militärische Bezeichnung TF33-PW-102) mit 80,1 kN eine um 30 % höhere Schubkraft, einen 12 % geringeren Treibstoffverbrauch, 60 % weniger Lärm und 90 % weniger Abgase. Mit den TF33 entfiel die für die stärksten Emissionen verantwortliche Wassereinspritzung. Ebenfalls von den ausgemusterten B707 übernahm Boeing einige Cockpitinstrumente, das Höhenleitwerk und Gierdämpfer; ein Antiblockiersystem verbesserte die Bremsanlage.
Die umgerüsteten Maschinen erhielten die Bezeichnung KC-135E. Durch die gesteigerte Antriebsleistung und den niedrigeren Verbrauch konnten sie rund 20 % mehr Treibstoff an Empfängerflugzeuge abgeben als die vorherigen Ausführungen. Die Startrollstrecke verkürzte sich um rund 500 Meter. Wegen der zivilen Abstammung ihrer Triebwerke besitzen einzig die D- und E-Modelle Schubumkehr. Das erste E-Modell übergab Boeing am 26. Januar 1982 an die Air Force, bis 1991 waren rund 150 Tanker der A-Variante und einige Spezialversionen (EC-135H, NKC-135A) auf diese Weise modernisiert. Rund 20 KC-135E ließ die USAF ab 1996 weiter aufrüsten zu KC-135R.
Ende März 2008 standen noch 67 KC-135E ausschließlich bei den Reservestreitkräften im Dienst, von denen allerdings nur 15 tatsächlich verwendet werden. 25 Maschinen werden zwar flugbereit gehalten, aber nicht eingesetzt, was pro Jahr und Flugzeug 121.400 Dollar kostet. Die übrigen 27 unterliegen teilweise seit Jahren einem Flugverbot, weil bei ihnen Schäden durch Korrosion im Bereich der Triebwerksaufhängungen festgestellt wurden. Im Haushaltsjahr 2008 darf die USAF höchstens 48 KC-135E stilllegen (ausgehend von einem Bestand von 85 Maschinen im Herbst 2007). Die verbleibenden 37 Flugzeuge dürfen erst dann ausgemustert werden, wenn der Entwicklungsvertrag für das Nachfolgemodell KC-X endgültig vergeben ist. Diese E-Modelle sind mit einem Alter von bis zu 50 Jahren die ältesten noch aktiven Flugzeuge der USAF.
Über das Foreign Military Sales (FMS) Programm konnte die chilenische Luftwaffe (Fuerza Aérea de Chile) bis Ende 2010 drei gebrauchte KC-135E-Tankflugzeuge erhalten.

### KC-135Q und -T

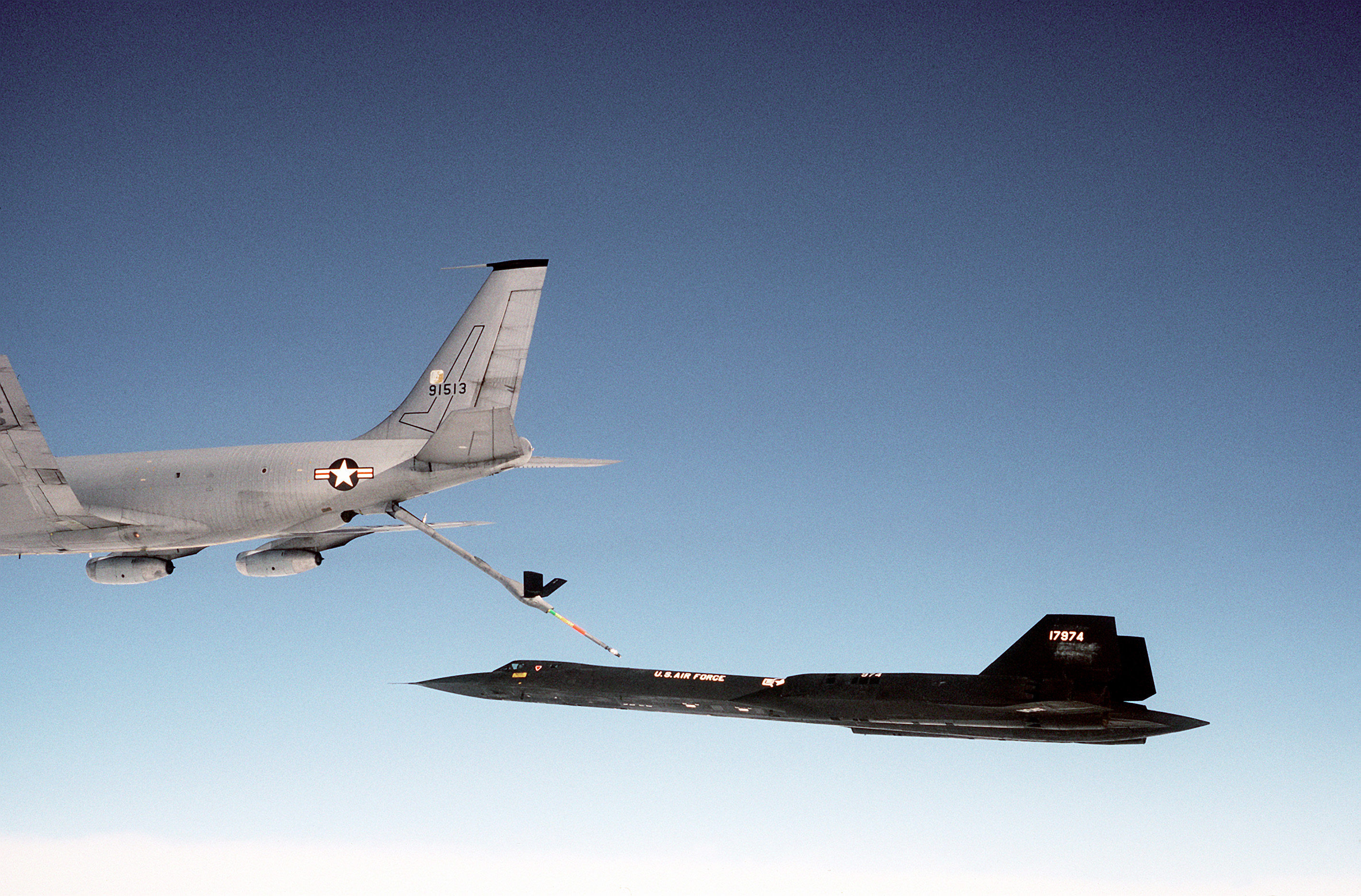
Eine KC-135Q betankt eine SR-71 Blackbird

Ende der 1950er-Jahre entwickelte Lockheed für den US-amerikanischen Geheimdienst CIA das Aufklärungsflugzeug A-12 Oxcart, aus der wenige Jahre später die YF-12 und schließlich die SR-71 Blackbird für die USAF hervorgingen. Die hohe Fluggeschwindigkeit von bis zu Mach 3,3 und die damit verbundene Reibungshitze erforderte einen speziellen thermisch stabilen Treibstoff. Wegen der begrenzten internen Kraftstoffkapazität der A-12 und ihrer Nachfolgerinnen mussten sie für ihre Einsätze in der Luft betankt werden können. Für diesen Zweck finanzierte die CIA ab 1961 die Umrüstung von zunächst fast 20 KC-135A. Sie erhielten spätestens im Juni 1966 die außer der Reihe liegende Bezeichnung KC-135Q – logisch wäre „C“ als Versionskennung gewesen.
Zur Aufnahme des Spezialtreibstoffs PF-1 dienten die Rumpftanks im Unterdeck und auf dem Hauptdeck, während der Standardtreibstoff JP-4 zur Eigenversorgung der KC-135 in den Flächentanks unterkam. Um das PF-1 trotz seiner ätzenden Wirkung transportieren zu können, wurden die Kraftstoffleitungen und -tanks mit keramischen Beschichtungen versehen. Als die USAF Anfang der 1970er-Jahre das PF-1 durch das weniger aggressive JP-7 ersetzte, konnte das herkömmliche Kraftstoffsystem wieder installiert werden. Die KC-135Q nahm bis zu 33,8 Tonnen Spezialtreibstoff und 49,9 Tonnen JP-4 auf. Es war auch möglich, nach dem Durchspülen der JP-7-Kraftstoffanlage in allen Tanks JP-4 zu transportieren und weiterzugeben. Die Q-Version war also nicht auf die Luftbetankung der A-12 oder SR-71 beschränkt, sondern hat auch andere Flugzeugtypen versorgt.
Weitere Änderungen betrafen die Avionik. Ein zusätzliches, drittes UHF-Funkgerät (AN/ARC-50) mit Entfernungsmesseinrichtung half, eine SR-71 über mehrere hundert Kilometer zu orten. Umgekehrt versorgte ein Peilsender (TACAN, AN/ARN-90) an Bord der KC-135Q die Besatzung der SR-71 mit Daten, um den Tanker sicher zu treffen. Dazu kamen Geräte zur präzisen Navigation fernab von gerichteten Funkfeuern (LORAN) sowie Blinklichter und Scheinwerfer zur Orientierung beim Rendezvous. Eine leitungsgebundene Sprechverbindung über den Tankausleger ermöglichte die Kommunikation zwischen den Flugzeugbesatzungen auch bei Funkstille während der geheimen Aufklärungseinsätze.
Bis Ende 1966 standen 21 KC-135Q zur Verfügung, 1967 rüstete die Air Force noch einmal 35 A-Modelle um, so dass insgesamt 56 KC-135Q entstanden. Allerdings erhielten nur 21 davon die komplette Avionikausrüstung, 35 wurden lediglich mit dem AN/ARC-50 ausgestattet und sollten die übrigen Geräte nur bei Bedarf mitführen.
Der Einsatz der KC-135Q begann unmittelbar nach dem Erstflug der A-12 im April 1962; die ersten Betankungsversuche fanden noch mit gewöhnlichem JP-4 statt. Nach der Einführung der SR-71 im Jahr 1966 waren die Q-Modelle zusammen mit ihr auf der Beale Air Force Base in Kalifornien stationiert und gehörten zur 903. Luftbetankungsstaffel des Strategic Air Command. Zur Unterstützung der Aufklärungsmissionen wurden KC-135Q zusammen mit den A-12 und SR-71 verlegt, unter anderem ab 1967 zur Kadena Air Base (Japan) oder nach RAF Mildenhall (Großbritannien). Seit 1981 wird die KC-135Q durch die KC-10 Extender entlastet, die ebenfalls die Blackbird betanken kann. Nachdem die USAF die SR-71 Anfang 1990 außer Dienst gestellt hatte, diente die Q-Version als normales Tankflugzeug oder transportierte Spezialtreibstoff für die U-2 Dragon Lady zu deren Einsatzorten.
Zwei KC-135Q gingen bei Unfällen verloren: Am 3. Juni 1971 stürzte die Maschine mit der Seriennummer 58-0039 beim Anflug auf die Torrejon Air Base in Spanien ab, wobei alle fünf Besatzungsmitglieder ums Leben kamen. Die 60-0338 fing am 8. Februar 1980 bei der Betankung auf der Plattsburgh Air Force Base, New York, Feuer und wurde stark beschädigt. Der Rumpf diente anschließend noch als Testobjekt für Antennenmontagen.
Zwischen Mitte 1993 und Ende 1995 ließ die USAF alle 54 verbliebenen KC-135Q mit neuen Triebwerken des Typs F108 ausrüsten und brachte sie so auf den technischen Stand der R-Version. Sie erhielten anschließend die Bezeichnung KC-135T.
Eine einzelne Stratotanker trug die Bezeichnung KC-135T schon früher. Die Maschine mit der Seriennummer 55-3121 entstand im Dezember 1969 aus einer KC-135R (alt) und diente zur elektronischen Aufklärung. Ende 1970 ließ die USAF sie für Fernmeldeaufklärungseinsätze umrüsten und führte sie ab Mai 1971 als RC-135T.

### KC-135R

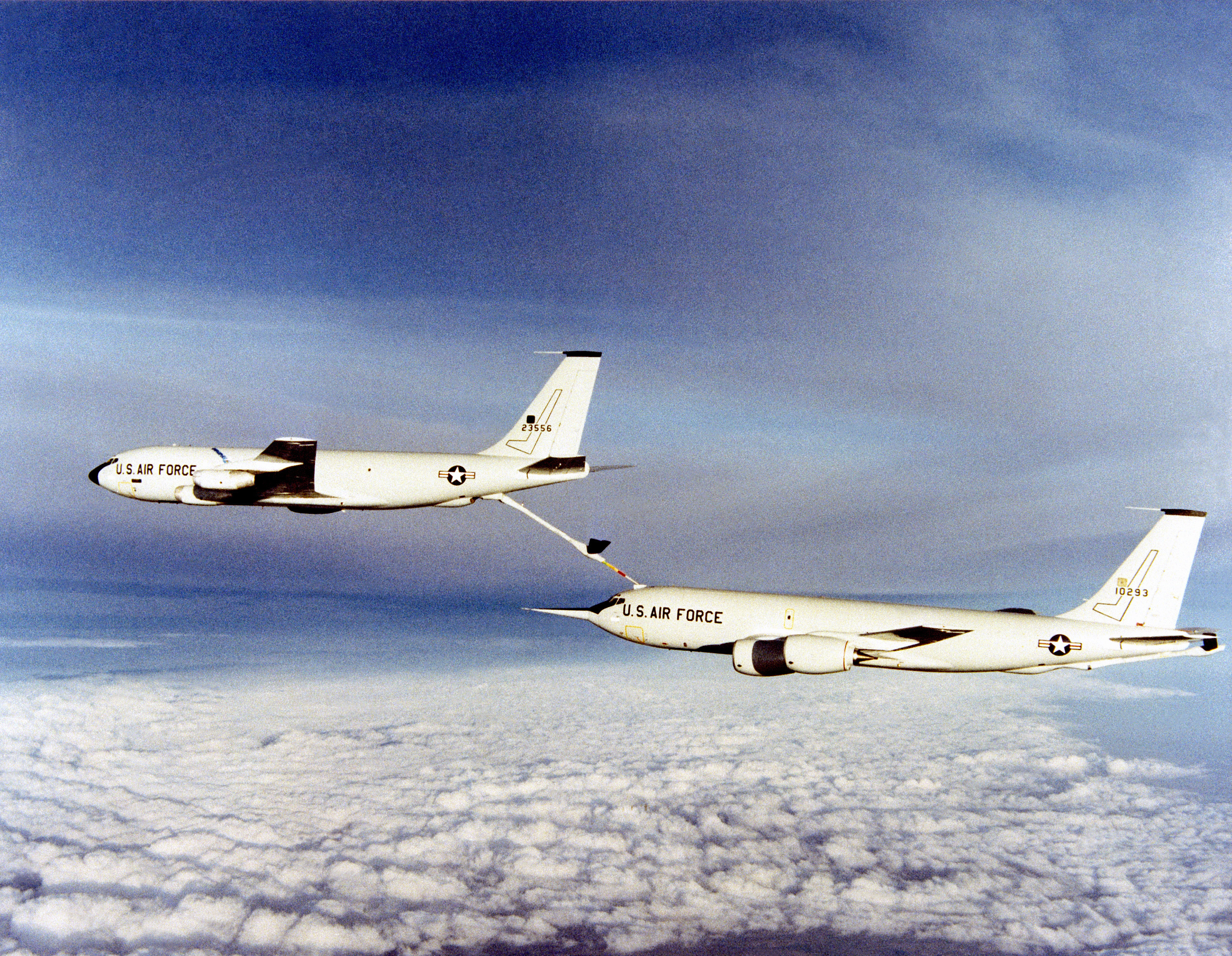
Eine KC-135A betankt den Prototyp der KC-135R (61-0293)

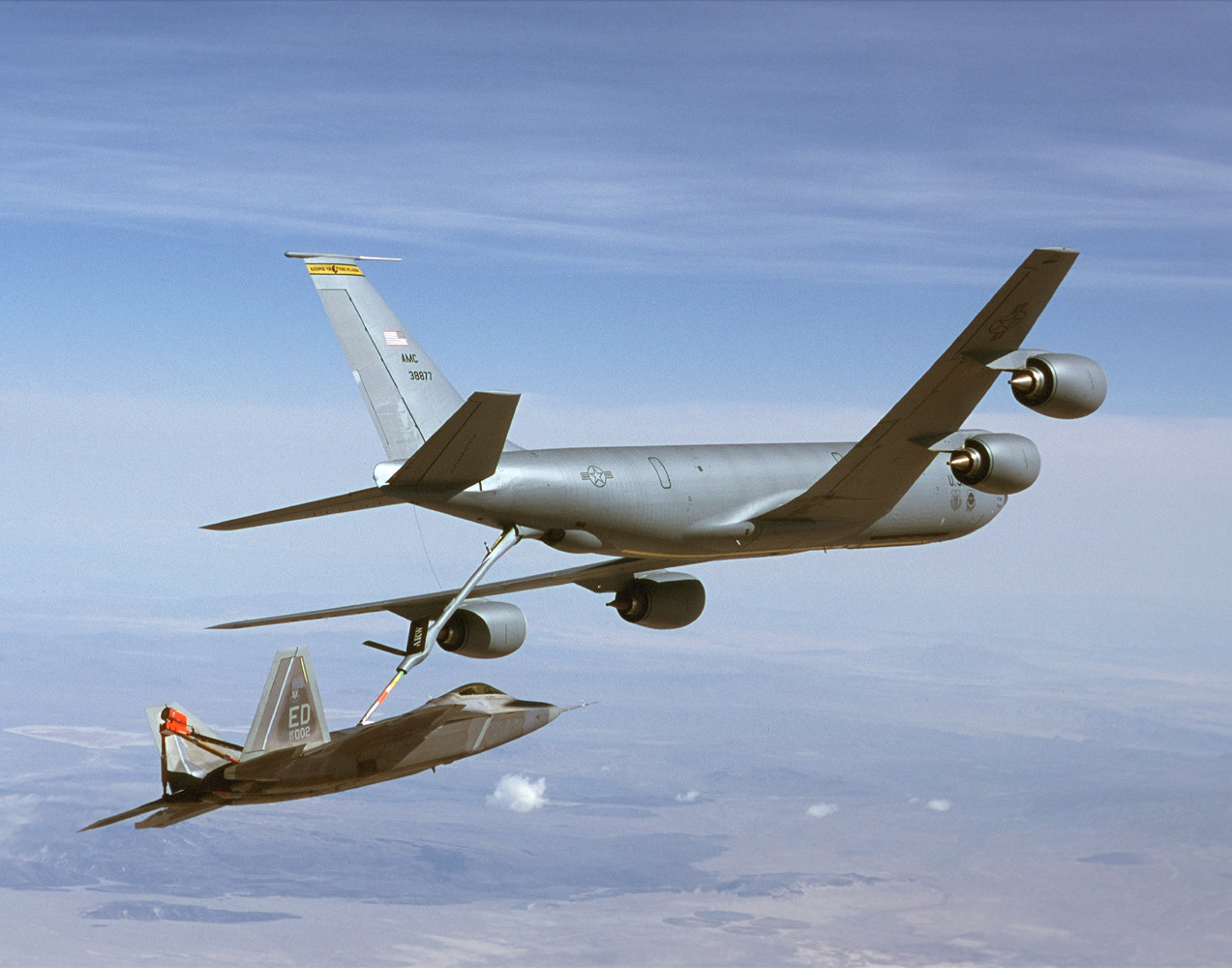
Eine KC-135R Stratotanker der US Air Force betankt eine F-22 Raptor

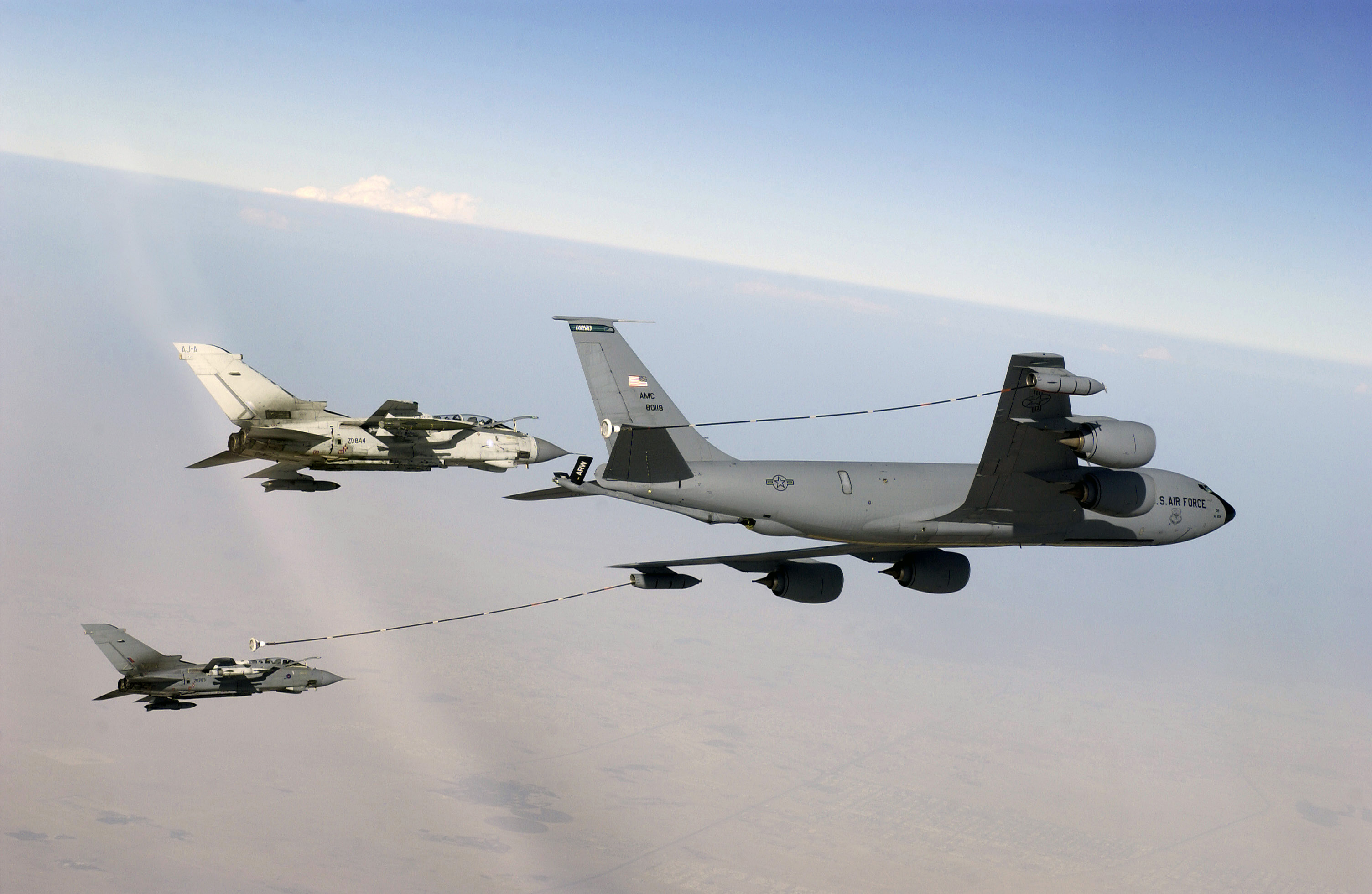
KC-135R mit externen Betankungsbehältern versorgt britische Tornados

Mitte der 1970er-Jahre plante die USAF die Modernisierung ihrer Tankerflotte. Das Verteidigungsministerium hatte ein Programm für ein neues kombiniertes Tank- und Transportflugzeug (Advanced Tanker/Cargo Aircraft, ATCA) gestartet, aus dem schließlich 1980 die KC-10 Extender entstand. Nach dem Ende der Einsätze im Vietnamkrieg gab das Strategic Air Command (SAC) rund 130 KC-135 an die Reservestreitkräfte ab. Die verbliebenen Tanker sollten aufgewertet werden, um sie effizienter einsetzen zu können. Fünf Vorschläge schafften es ab 1977 in die engere Wahl. Der mit 10,6 Millionen US-Dollar pro Flugzeug teuerste und aufwändigste sah vor, die J57-Turbojettriebwerke durch moderne Turbofans zu ersetzen und neu konstruierte Tragflächen mit superkritischem Profil zu installieren. Nach dem billigsten – und ungewöhnlichsten – Entwurf sollten die KC-135 eine gemischte Motorisierung erhalten, indem jeweils nur die beiden inneren Triebwerke erneuert würden.
Boeing stattete 1979 seine letzte für zivile Zwecke gebaute B707 mit Turbofantriebwerken des Typs CFM56-2 aus und unternahm 1980 mit dieser B707-700 eine Werbetour über 15 Luftwaffenstützpunkte, um möglichst vielen Piloten und Offizieren den neuen Antrieb vorzustellen. Schließlich entschied sich die USAF für genau diese Motorisierung, aber gegen neue Tragflächen. Allerdings ließ sie unabhängig davon zwischen 1975 und 1988 die Beplankung der Tragflächenunterseite aller KC-135 erneuern, um deren Lebensdauer zu erhöhen. 1981 erhielt Boeing den Auftrag, die über 400 KC-135 des SAC aufzurüsten. Neben den CFM56-Triebwerken (militärische Bezeichnung: F108-CF-100) gehörten dazu unter anderem zwei Hilfstriebwerke statt wie bisher eines, ein verstärktes Fahrwerk, ein von 46,5 auf 50,6 Quadratmeter vergrößertes Höhenleitwerk und über 20 weitere technische Änderungen.
Die modernisierte Tankerversion erhielt die Bezeichnung KC-135R. Das erste Exemplar verließ am 22. Juni 1982 Boeings Werkshallen in Wichita (Kansas) und flog erstmals am 4. August desselben Jahres. Als Prototyp fungierte die 61-0293, ein ehemaliger fliegender Kommandoposten (EC-135A) des SAC, der schon seit Anfang der 1960er-Jahre selbst in der Luft betankt werden konnte. Das kam der Flugerprobung des R-Modells zugute, da so die Leistungen bei verschiedenen Fluggewichten leichter ermittelt werden konnten. Tatsächlich verbesserten sich die Flugleistungen durch den neuen Antrieb enorm: Bei einem typischen Einsatzprofil (Start, 3700 Kilometer Flug zum Rendezvous, 3700 km Rückflug zur Basis) kann eine KC-135R maximal 31,8 Tonnen Treibstoff übergeben, eine KC-135A nur 18,1 t. Die Schubkraft stieg um rund 70 % auf 98,5 kN, der Verbrauch sank um 25 % und die Lärmemissionen um 96 %. Ein entscheidender Pluspunkt sind auch die niedrigeren Wartungs- und Betriebskosten. Im Grunde erbringen zwei R-Modelle die gleiche Leistung wie drei A-Modelle. Bei Langstreckeneinsätzen übertrifft die Leistungsfähigkeit der KC-135R sogar die der KC-10, da diese bei hohem Gewicht relativ viel Treibstoff für den Eigenverbrauch benötigt.
Insgesamt rüstete Boeing bis Juni 2005 345 A-Modelle und 20 E-Modelle der USAF zu R-Version auf, außerdem rund 25 Exportmodelle für Frankreich (C-135FR, siehe unten), Singapur und die Türkei. Acht KC-135R der USAF können selbst in der Luft betankt werden, weil sie vorher schon für spezielle Aufgaben eingesetzt waren, etwa als mobile Befehlsstation des SAC oder als Aufklärer. Sie gehören seit 1994 zum 22. Luftbetankungsgeschwader auf der McConnell Air Force Base. Zwanzig Maschinen besitzen an der Unterseite der Tragflächenenden Halterungen für externe Betankungsbehälter des Typs Mk 32B, über die gleichzeitig zwei Flugzeuge der US-Marine und anderer NATO-Staaten mittels Schlauch und Fangtrichter betankt werden können (Multipoint Refueling System, MPRS).
KC-135R war auch die Bezeichnung für eine frühe Aufklärerversion der KC-135A. Die vier Maschinen (55-3121, 58-0126, 59-1465 und 59-1514) erhielten zum 1. Juni 1967 diesen Namen, waren auf der Offutt Air Force Base (Nebraska) beheimatet und nahmen weltweit an Spezialmissionen teil. Bis 1976 waren sie entweder in andere Varianten umgebaut oder abgestürzt (59-1465, 17. Juli 1967 in Offutt), so dass die Bezeichnung ab 1981 für die neu motorisierten Tanker wieder verwendet werden konnte.

### C-135F – Tanker für Frankreich
Hintergrund

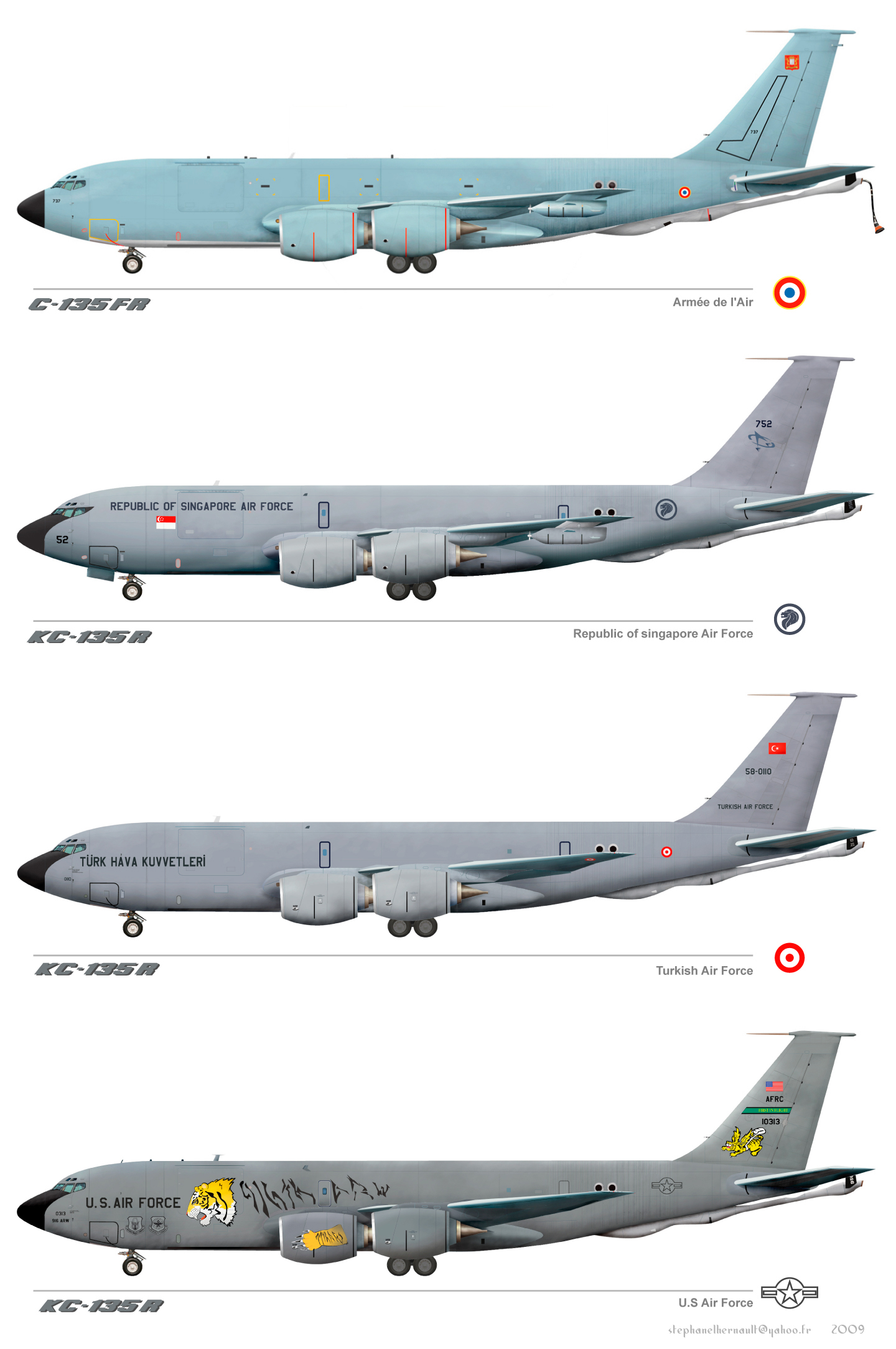
Aktive KC-135

Bis Mitte der 1990er-Jahre blieb Frankreich das einzige Land, in das die USA die KC-135 exportierten, obwohl auch Anfragen aus Iran, Israel und Kanada vorlagen. Die Lieferung von zwölf neu gebauten Tankflugzeugen 1964 war in der US-Regierung umstritten, weil Frankreich damit seine mit Atomwaffen ausgerüstete Force de dissuasion nucléaire noch schlagkräftiger und unabhängiger machen wollte.
Ursprünglich planten die französischen Luftstreitkräfte Mitte der 1950er-Jahre den Bau eines überschallschnellen strategischen Bombers, um Ziele in der Sowjetunion angreifen zu können, er wurde aus Kostengründen aber nie verwirklicht. Stattdessen erhielt der vorhandene Bomber Dassault Mirage IV ab 1962 neben anderen Modernisierungen eine Luftbetankungseinrichtung zur Steigerung der Reichweite. Diese neue Mirage IVA konnte nun mit einer Luftbetankung 5510 Kilometer weit fliegen, statt 2870 km ohne Nachtanken. Um die Bomberflotte im Ernstfall schnell mit Treibstoff versorgen zu können, kam nur ein Tanker mit Strahlantrieb infrage. Eine kurzzeitig erwogene Transall-Variante erwies sich als zu langsam.
Verhandlungen
Frankreich begann 1960 Verhandlungen mit den USA über den Kauf von zehn Stratotankern. Ein Tanker sollte vier Mirage bedienen können, so dass die Armée de l’air bei einer geplanten Bomberflotte von 36 Maschinen mit neun KC-135 plus eine Reservemaschine kalkulierte. Ohne Tankflugzeuge wären die Bomber wirkungslos, da sie die entfernten Ziele im Osten nicht erreichen würden. Die Gespräche blieben zunächst ohne Erfolg, denn die USA wollten die militärische Unabhängigkeit Frankreichs auf keinen Fall fördern. Einige US-Generäle befürworteten zwar die Lieferung, aber Präsident John F. Kennedy erklärte am 7. Juni 1962 öffentlich, dass eine Unterstützung des französischen Atomwaffenprogramms kein Thema sei. Genau am selben Tag jedoch genehmigte der stellvertretende US-Verteidigungsminister Roswell Gilpatric den Verkauf von zwölf KC-135 im Wert von 50 Millionen US-Dollar an Frankreich. Noch neun Tage nach diesem Abschluss wetterte Verteidigungsminister Robert McNamara gegen die französische Abschreckungsstrategie und bezeichnete sie als unzureichend, unglaubwürdig und gefährlich. Einen weiteren Monat später gab er den Vertrag bekannt, der die verbesserten Beziehungen der beiden Staaten widerspiegele.
Produktion und Lieferung
Boeing produzierte die Tanker in zwei Blöcken zu je sechs Maschinen unter der internen Modellnummer 717-165. Da Frankreich sie sowohl als Tank- als auch als Transportflugzeug einsetzen wollte, erhielten sie die Bezeichnung C-135F. Sie tragen Kennzeichen nach dem Schema der USAF (63-8470 bis 8475 und 63-12735 bis 12740) und zusätzlich die beiden letzten Buchstaben einer pseudo-nationalen Kennzeichen, die als Rufzeichen dienen (F-UKCA bis -UKCL).
Frankreich wollte ursprünglich Turbofan-Triebwerke als Motorisierung, entschied sich wegen der niedrigeren Anschaffungskosten aber letztlich für die üblichen Pratt-&-Whitney-J57-Turbojets. Im Gegensatz zu den Stratotankern der USAF wurden die C-135F serienmäßig mit einem Schlauch am Tankausleger versehen, da die französische Luftwaffe bis 1990 ausschließlich das Schlauch-Sonden-System zur Luftbetankung verwendete.
Der Rollout der ersten C-135F fand am 5. November 1963 in Renton, Washington, der Erstflug am 26. November statt. Die USA lieferten am 3. Februar 1964 das erste Tankflugzeug an Frankreich, das zwölfte und letzte am 10. Oktober 1964.
Am 1. August 1963 stellte die Armée de l’air ihre erste Einheit zur Luftbetankung auf, die 90. Escadron de Ravitaillement en Vol (ERV, deutsch: Luftbetankungsstaffel) auf dem Luftwaffenstützpunkt 125 in Istres. Die 90. ERV erhielt am 3. Februar 1964 ihren ersten Ravitailleur (franz. für Tanker). Die zwölf C-135F wurden auf drei Stützpunkte verteilt, neben Istres noch Mont-de-Marsan und Avord. Seit Juli 1976 gehörten die Tanker zum 93. ERV.
Modernisierungen
Boeing erneuerte 1977 die Außenhaut an der Unterseite der Tragflächen, um die Lebensdauer der Flugzeuge zu erhöhen. 1980 entschloss sich Frankreich, die Tanker mit neuen Turbofantriebwerken vom Typ CFM56-2B1 auszurüsten. Die erste modernisierte Maschine (63-12736) flog erstmals am 3. August 1985, bis 1988 war die Umrüstung abgeschlossen. Die neu motorisierten Tankflugzeuge erhielten die Bezeichnung C-135FR.
Ab 1993 wurden die Maschinen mit Betankungsbehältern an den Tragflügelenden ausgestattet, so dass nun zwei Empfänger gleichzeitig bedient werden können. Der starre Ausleger am Heck hat nun ohne Schlauchadapter einen höheren Durchsatz, was die Versorgung der französischen AWACS-Aufklärer E-3F verbessert. Genutzt wurde diese Möglichkeit in der Praxis jedoch lange Zeit nicht. Da die Bedienung auch nicht geschult wurde, konnten mit diesem System ausgerüstete alliierte Kampfflugzeuge wie die F-16 auch nicht beim internationalen Militäreinsatz in Libyen 2011 von den französischen Tankern versorgt werden.
Um dem gestiegenen Bedarf an Luftbetankungskapazität gerecht zu werden, leaste Frankreich von Ende 1992 bis 1997 drei KC-135R von der US Air Force. Ab Mitte 1997 übernahm die Armée de l’air zum Ausgleich fünf KC-135R, die zuvor als KC-135A beim AMARG zwischengelagert waren und vor der Auslieferung neue CFM56-Triebwerke erhielten, um sie auf den Stand der R-Version (C-135RG) zu bringen.
Außerdienststellung
Zunächst wurden die C-135FR Ende 2023 außer Dienst gestellt und 2024 an die US-Firma Metrea transferiert. Die C-135RG wurden Ende Juni 2025 außer Dienst gestellt.

## Einsatz

### Kalter Krieg
Die regulären Einsätze der KC-135 begannen Ende 1957. Sie versorgten unter anderem die fliegenden Kommandoposten des Strategic Air Command über dem Gebiet der USA und betankten in der Operation Chrome Dome die B-52 Stratofortress, die in den 1960er-Jahren ständig mit Atomwaffen in der Nähe der Sowjetunion patrouillierten. Ein Teil der Tankerflotte befand sich während des Kalten Krieges in ständiger Alarmbereitschaft am Boden, um im Ernstfall die strategischen Bomber des SAC bei einem Erst- oder Zweitschlag zu unterstützen. Dazu kamen die Spezialeinsätze der KC-135Q zur Betankung des Höhenaufklärers SR-71 Blackbird. Nach dem Ende des Kalten Krieges und der Auflösung des SAC im Juni 1992 übernahm das Air Mobility Command der USAF die Tankerflotte.

### Kampfeinsätze
Am 9. Juni 1964 kam die KC-135 zum ersten Mal bei Kampfhandlungen zum Einsatz, als sie über Vietnam Kampfflugzeuge des Typs F-100 Super Sabre betankte, die anschließend Ziele in Laos angriffen. Die Einsätze in Südostasien begannen bereits im Oktober 1961 mit der Unterstützung von Aufklärungsflügen, und von Mitte 1962 bis Ende 1963 begleiteten 200 KC-135 insgesamt 29 Verlegungen von Kampfjets in die Krisenregion. Im Vietnamkrieg waren bis zu 172 KC-135 vor Ort, verteilt hauptsächlich auf die Stützpunkte Kadena Air Base (Japan), U-Tapao Air Base (Thailand), Andersen Air Force Base (Guam) und Clark Air Base (Philippinen). Während des Krieges flogen die Stratotanker insgesamt 194.687 Einsätze, führten 813.878 Luftbetankungen durch und übergaben dabei rund 4,07 Millionen Tonnen Treibstoff.
Im Zweiten Golfkrieg kamen die Tanker während der ersten 22-wöchigen Phase Desert Shield ab August 1990 13.168 mal zum Einsatz und betankten 28.857 Empfänger mit 160.425 Tonnen Treibstoff. In den anschließenden sechs Wochen von Desert Storm absolvierten 262 KC-135 13.587 Einsätze und 40.781 Betankungen mit 234.562 Tonnen Treibstoff. Während dieses Golfkrieges setzte die Air Force erstmals die modernere KC-135R im Kampf ein, die bei oft heißer und feuchter Witterung die Arbeit von zwei KC-135A oder -Q leistete. Am Kosovokrieg (Operation Allied Force) 1999 nahmen 151 KC-135 teil. Während der Invasionsphase des Irak-Kriegs (Operation Iraqi Freedom) von März bis Mai 2003 flogen 149 KC-135 und 33 KC-10 der USAF über 6000 Einsätze und transferierten dabei mehr als 136.000 t Kraftstoff.
Die französischen C-135F flogen ab 1966 regelmäßig Tankeinsätze für die alarmbereiten Mirage-Bomber, von denen bis 1967 ständig zwölf in der Luft waren. Der erste Kampfeinsatz der Ravitailleurs fand 1977 statt, als die französische Luftwaffe Polisario-Rebellen in Mauretanien bekämpfte (Operation Lamantin). Es folgten 1983 und 1986 Einsätze im Tschad (Operationen Manta und Épervier). Zwischen 1990 und 2003 unterstützten die französischen Tankflugzeuge die Koalitionstruppen im Zweiten Golfkrieg und im Irakkrieg.
Obwohl die KC-135 auch ein Transportflugzeug ist, wurde sie eher selten in dieser Rolle eingesetzt. Zum einen gab es mit der C-135A und -B reine Frachtervarianten, zum anderen verfügte die USAF ab 1965 mit der C-141 Starlifter und später mit der C-5 Galaxy und C-17 Globemaster III über geeignetere Transporter mit leichter zugänglichem und größerem Laderaum. Im Jahr 2006 beförderten die über 200 KC-135 des Air Mobility Command nur rund 284 Tonnen Fracht gegenüber 1732 t der 59 KC-10 und 228.875 t der rund 150 C-17.

## Zwischenfälle
Insgesamt gingen 76 Flugzeuge der Boeing C-135 Familie durch Abstürze oder Unfälle verloren.
| Flugzeugtyp | Anzahl der Unfälle | Zahl der Todesopfer |
| ----------- | ------------------ | ------------------- |
| KC-135A     | 56                 | 350                 |
| KC-135E     | 2                  | 6                   |
| KC-135P     | 1                  | 5                   |
| KC-135R     | 2                  | 6                   |
| KC-135Q     | 2                  | 5                   |
| C-135A      | 1                  | 84                  |
| C-135B      | 2                  | 87                  |
| C-135F      | 1                  | 4                   |
| EC-135C     | 1                  | 0                   |
| EC-135J     | 1                  | 0                   |
| EC-135K     | 1                  | 20                  |
| EC-135N     | 1                  | 21                  |
| EC-135P     | 1                  | 0                   |
| RC-135E     | 1                  | 19                  |
| RC-135S     | 1                  | 0                   |
| RC-135T     | 1                  | 3                   |
| VC-135A     | 1                  | 0                   |

Stand: 1. Januar 2010
In den Anfangsjahren sind mehrere KC-135A während der kritischen Startphase verunglückt. Fiel ein Triebwerk aus oder versagte die Wassereinspritzung, konnte die Maschine oft nicht mehr abgefangen werden. Die übrigen Verluste hatten meist technische Defekte, Wartungsfehler oder schlechtes Wetter in Verbindung mit Pilotenfehlern als Ursache. Kein Stratotanker ist durch direkte Feindeinwirkung verloren gegangen.
Nur vier Stratotanker sind bei der eigentlichen Luftbetankung verunglückt. Der folgenschwerste derartige Vorfall ereignete sich am 17. Januar 1966 über der spanischen Mittelmeerküste. Während eines Chrome-Dome-Einsatzes stieß eine KC-135A mit einer B-52G zusammen, woraufhin beide Flugzeuge nahe Palomares abstürzten und sieben der insgesamt elf Insassen starben. Zwei der vier Wasserstoffbomben der B-52 wurden dabei beschädigt und kontaminierten den Boden. Eine weitere Bombe konnte erst im April 1966 aus dem Mittelmeer geborgen werden.
Eine KC-135E der Washington Air National Guard stürzte am 13. Januar 1999 bei einem Durchstartversuch am deutschen NATO-Flugplatz Geilenkirchen ab. Die Ursache für das Unglück, bei dem alle vier Besatzungsmitglieder ums Leben kamen, war eine fehlerhafte Stellung des Trimmruders des Höhenleitwerks. Es konnte jedoch nicht eindeutig geklärt werden, ob dies auf einen technischen Fehler oder Fehlbedienung zurückzuführen war.
Die eine verunglückte Maschine des Typs C-135F hatte Werksnummer und Kennzeichen 63-8473/F-UKCD. Sie stürzte am 1. Juli 1972 unmittelbar nach dem Start zu einem Wetter-Aufklärungsflug vom Stützpunkt Hoa (Tuamotu-Archipel, Französisch-Polynesien) ab. Ein Triebwerk der vollbeladenen Maschine war beim Start zerstört worden, weil das Einspritzwasser verunreinigt war. Bei dem Unglück kamen alle sechs Besatzungsmitglieder ums Leben.

## Gegenwart und Zukunft
Von den insgesamt 732 für die USAF gebauten Stratotankern betrieb sie Ende März 2008 noch rund 490. Aufgeteilt auf die verschiedenen Varianten entfielen 67 auf die KC-135E, 365 sind R- und 54 T-Modelle. Davon gehörten etwa 200 zur aktiven Air Force, die meisten zum Air Mobility Command, aber auch die Pacific Air Forces und die United States Air Forces in Europe unterhalten eigene Staffeln. Die Air National Guard verfügte 2007 über 24 Staffeln mit 250 Stratotankern und repräsentierte damit 45 % der gesamten Tankerflotte. 84 KC-135 entfielen auf das Air Force Reserve Command. Einige Maschinen sind außerdem für Testzwecke beim Air Force Materiel Command im Einsatz.
Im Februar 2011 wählte die U.S. Air Force die Boeing KC-46 als Nachfolger für die KC-135 aus.

## Nutzerstaaten
Vereinigte Staaten397 Total im aktiven Service
United States Air Force (Air Mobility Command/USAFE/Pacific Air Forces)
- 171 × KC-135R/T
- 4 × GKC-135E als flugunfähige Trainingsmaschine für Mechaniker

Air National Guard
- 163 × KC-135R

Air Force Reserve Command
- 63 × KC-135R

 Frankreich
Armée de l’air (französische Luftwaffe)
- 14 × KC-135FR/R muss den Dienst zwischen Oktober 2020 und 2024 verlassen.

 Türkei
Türkische Luftwaffe (Turk Hava Kuvvetleri)
- 7 × KC-135R ex-USAF, die zwischen Dezember 1997 und Juli 1998 eingegangen war, hatte zwischen Juli 1995 und Dezember 1997 zwei Exemplare von der USAF gemietet

 Singapur
Luftwaffe von Singapur
- 4 × KC-135R am 2. Oktober 2020 an Meta Aerospace verkauft.

 Chile
Fuerza Aérea de Chile
- 3 × KC-135E ex-USAF, in San Antonio instand gesetzt und bis Ende 2010 nach Chile ausgeliefert.

## Technische Daten
| Kenngröße                                 | KC-135A                                               | KC-135E                                               | KC-135R                                               |
| ----------------------------------------- | ----------------------------------------------------- | ----------------------------------------------------- | ----------------------------------------------------- |
| Betreiber:                                | USA                                                   | USA                                                   | Singapur, Türkei, USA, Frankreich                     |
| Indienststellung:                         | Juni 1957                                             | Januar 1982                                           | Juli 1984 (USA)                                       |
| Länge:                                    | 41,5 m                                                | 41,5 m                                                | 41,5 m                                                |
| Spannweite:                               | 39,9 m                                                | 39,9 m                                                | 39,9 m                                                |
| Höhe:                                     | 11,7 m (ab 1962: 12,7 m)                              | 12,7 m                                                | 12,7 m                                                |
| Tragflügelfläche:                         | 226 m²                                                | 226 m²                                                | 226 m²                                                |
| Antrieb:                                  | vier Pratt & Whitney J57-P-59W mit je 50 kN Schub     | vier Pratt & Whitney TF33-PW-102 mit je 80 kN Schub   | vier CFM International F108-CF-100 mit je 99 kN Schub |
| Höchstgeschwindigkeit:                    | 980 km/h                                              | 980 km/h                                              | 980 km/h                                              |
| Marschgeschwindigkeit:                    | 850 km/h                                              | 850 km/h                                              | 850 km/h                                              |
| Reichweite:                               | 10.000 km                                             | 12.000 km                                             | 17.700 km                                             |
| Dienstgipfelhöhe:                         | 15.200 m                                              | 15.200 m                                              | 15.200 m                                              |
| Leergewicht:                              | 44,6 t                                                | ca. 50 t                                              | 54,1 t                                                |
| Maximale Zuladung:                        | 37,6 t Fracht oder 80 Passagiere oder 85 t Treibstoff | 37,6 t Fracht oder 80 Passagiere oder 85 t Treibstoff | 37,6 t Fracht oder 37 Passagiere oder 92 t Treibstoff |
| Maximales Startgewicht:                   | 132,4 t                                               | 134,7 t                                               | 146,3 t                                               |
| Startrollstrecke: (bei max. Startgewicht) | 3.400 m                                               | 2.900 m                                               | 2.500 m                                               |
| Besatzung:                                | 4 (Pilot, Kopilot, Navigator, Auslegerbediener)       | 4 (Pilot, Kopilot, Navigator, Auslegerbediener)       | 3 (Pilot, Kopilot, Auslegerbediener)                  |